# Herrschaft Lösnich

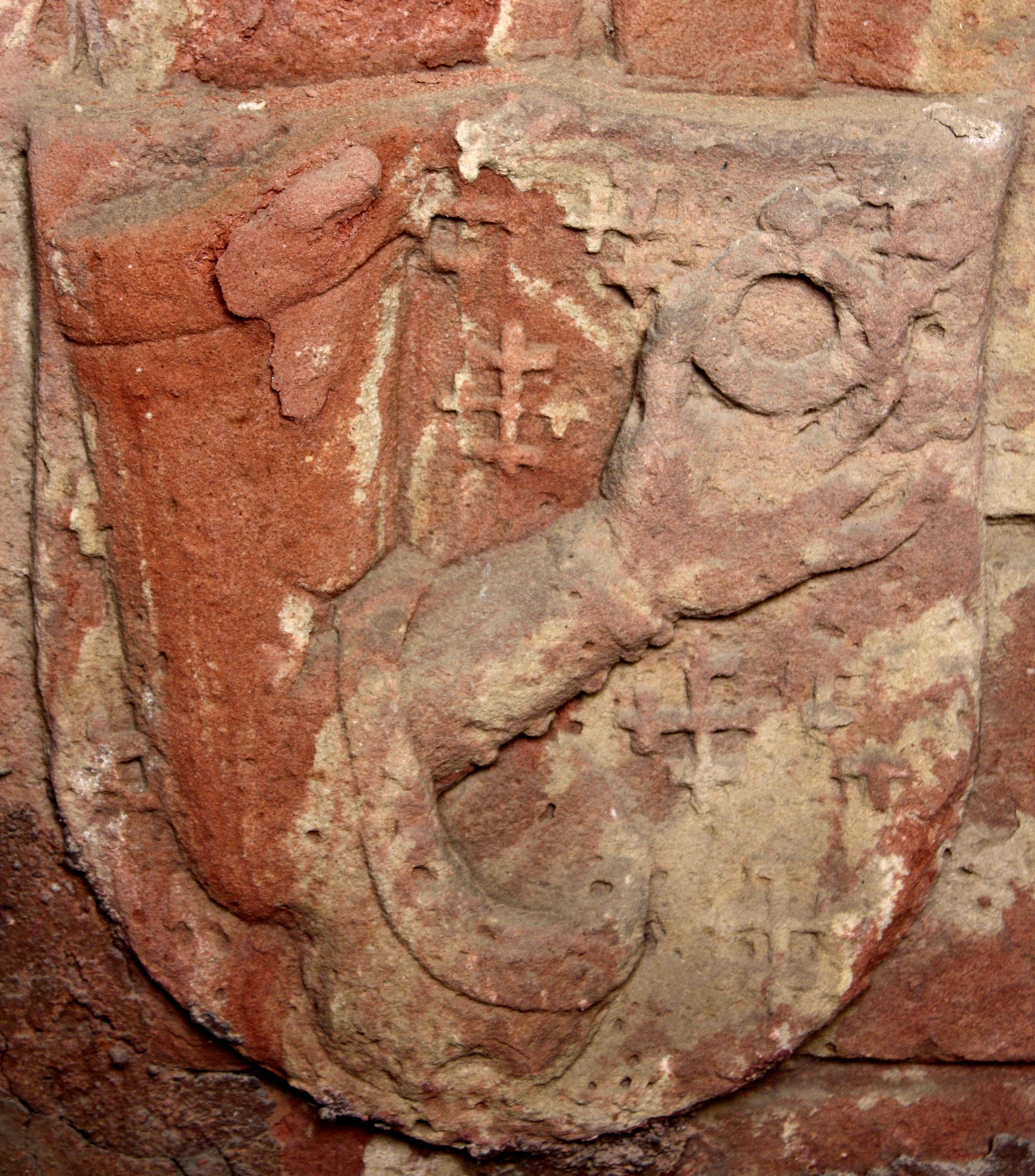
Wappen der Ritter von Lösnich als Ahnenprobe auf der Grabplatte des Ritters Cuno VI. von Pyrmont 1447

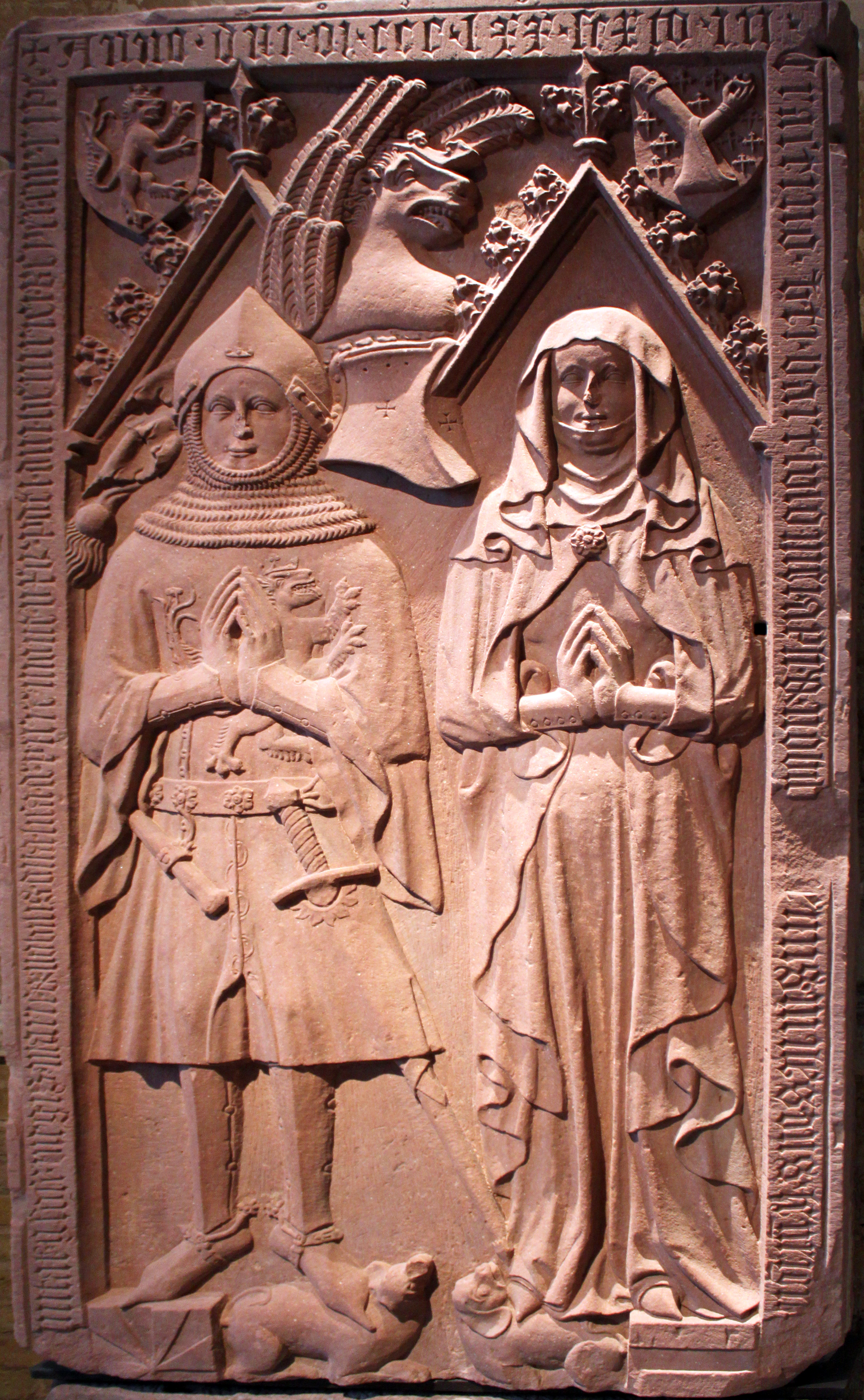
Grabstein der Lisa von Pyrmont (von Lösnich), verstorben um 1399, und von Heinrich Beyer von Boppard aus dem ehemaligen Kloster Marienberg in Boppard

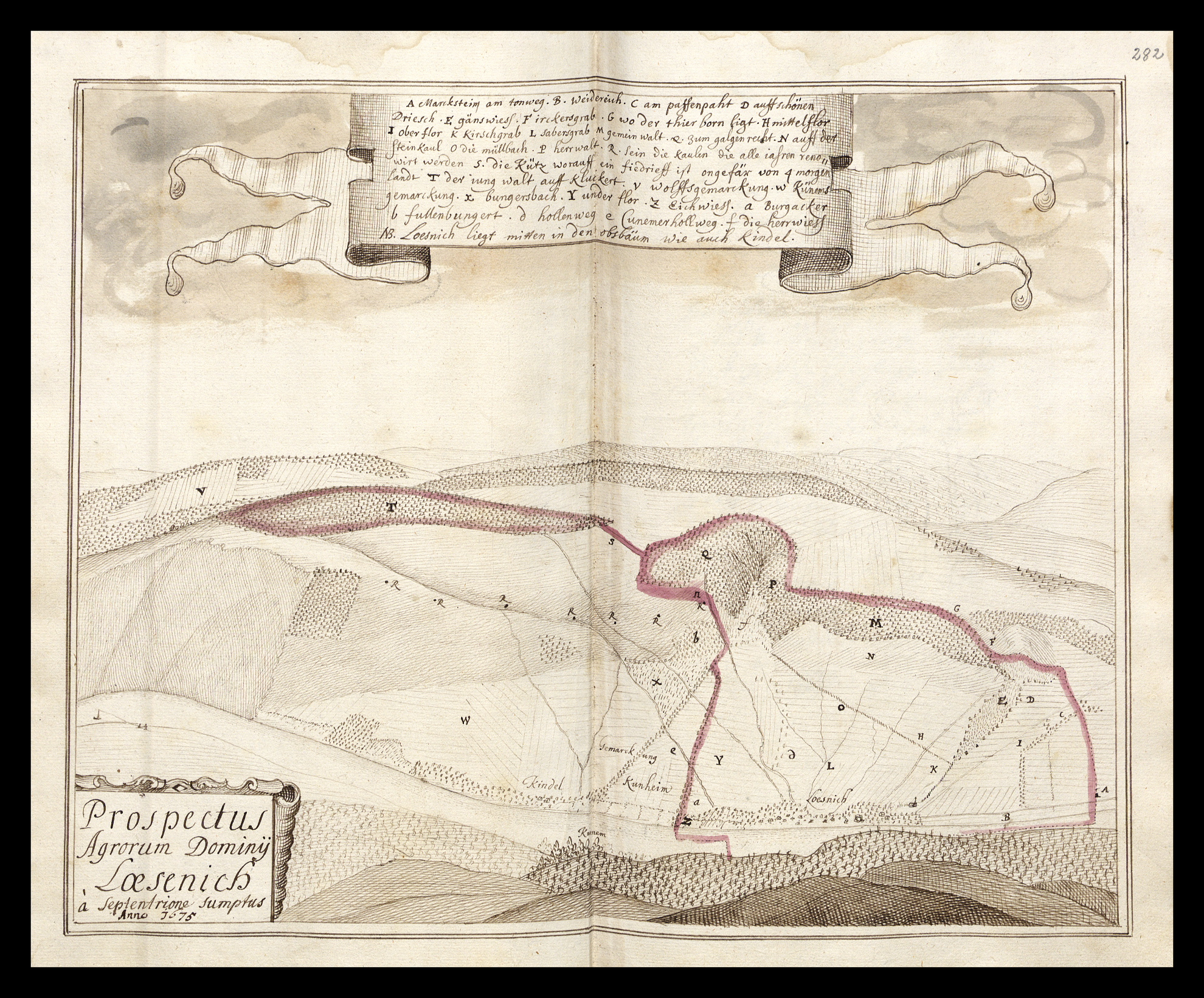
Das Hoheitsgebiet der Herrschaft Lösnich 1675 rechts der Mosel

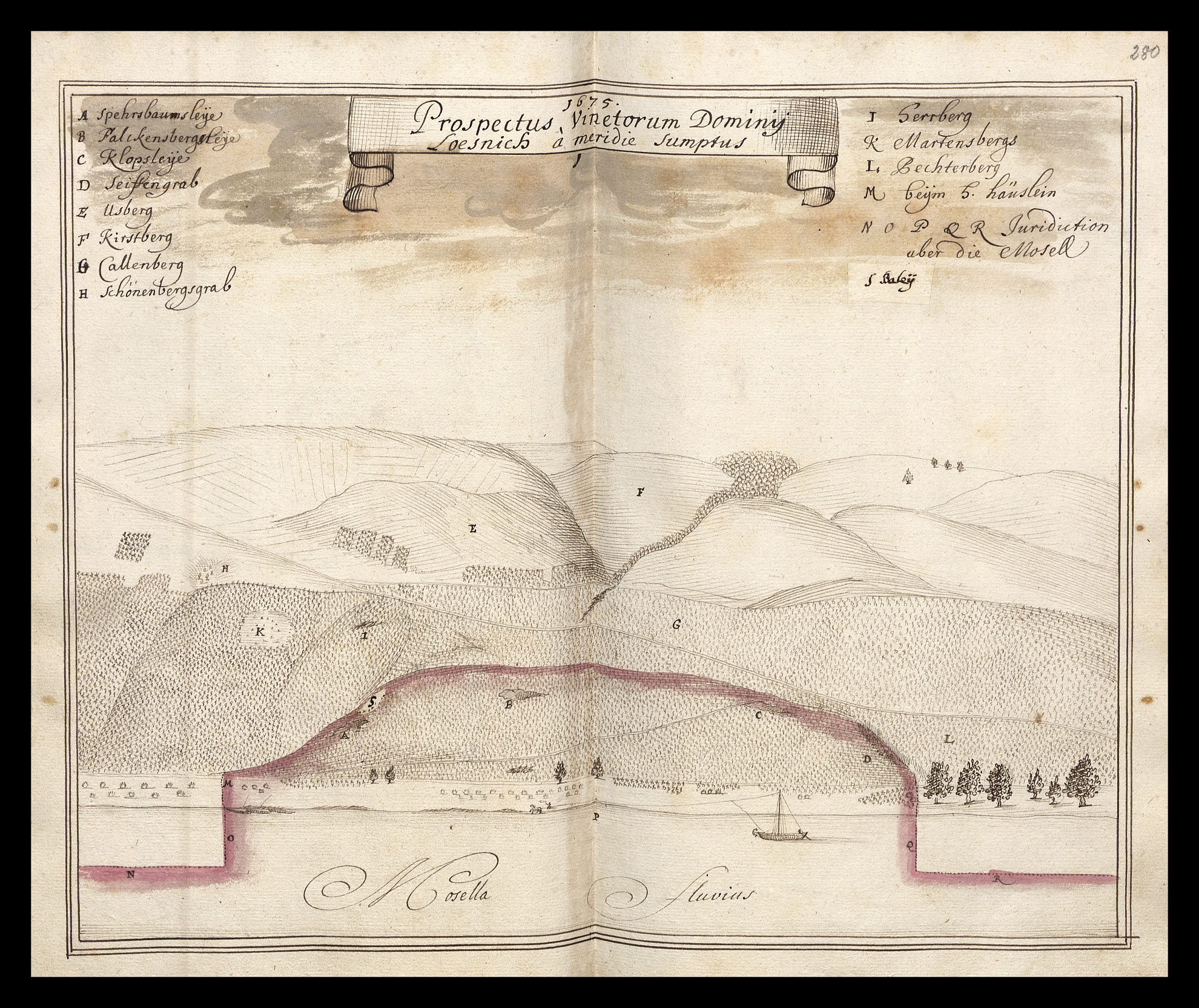
Das Hoheitsgebiet der Herrschaft Lösnich 1675 links der Mosel

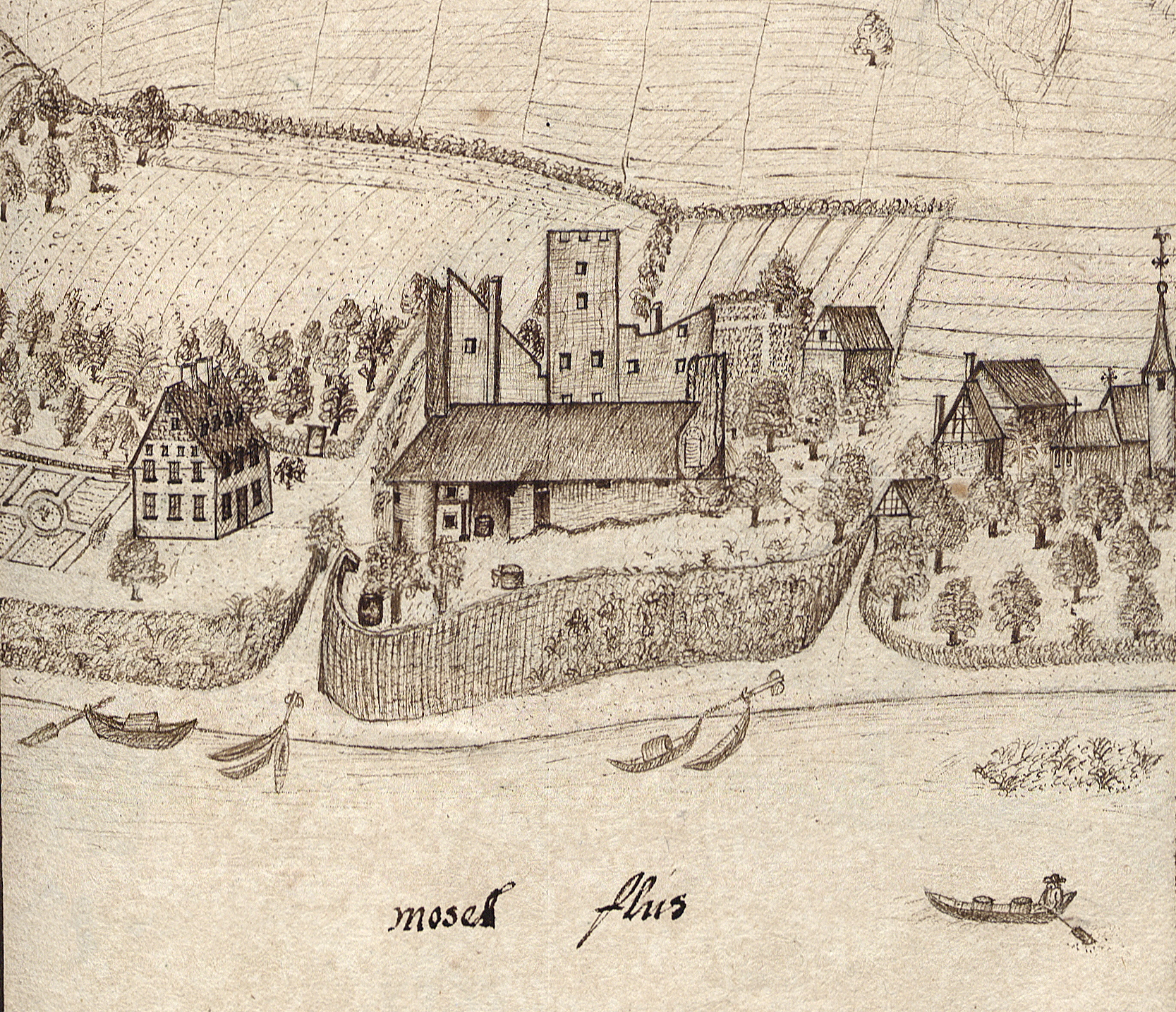
Die 1652 gebranntschatzte Burg 1689

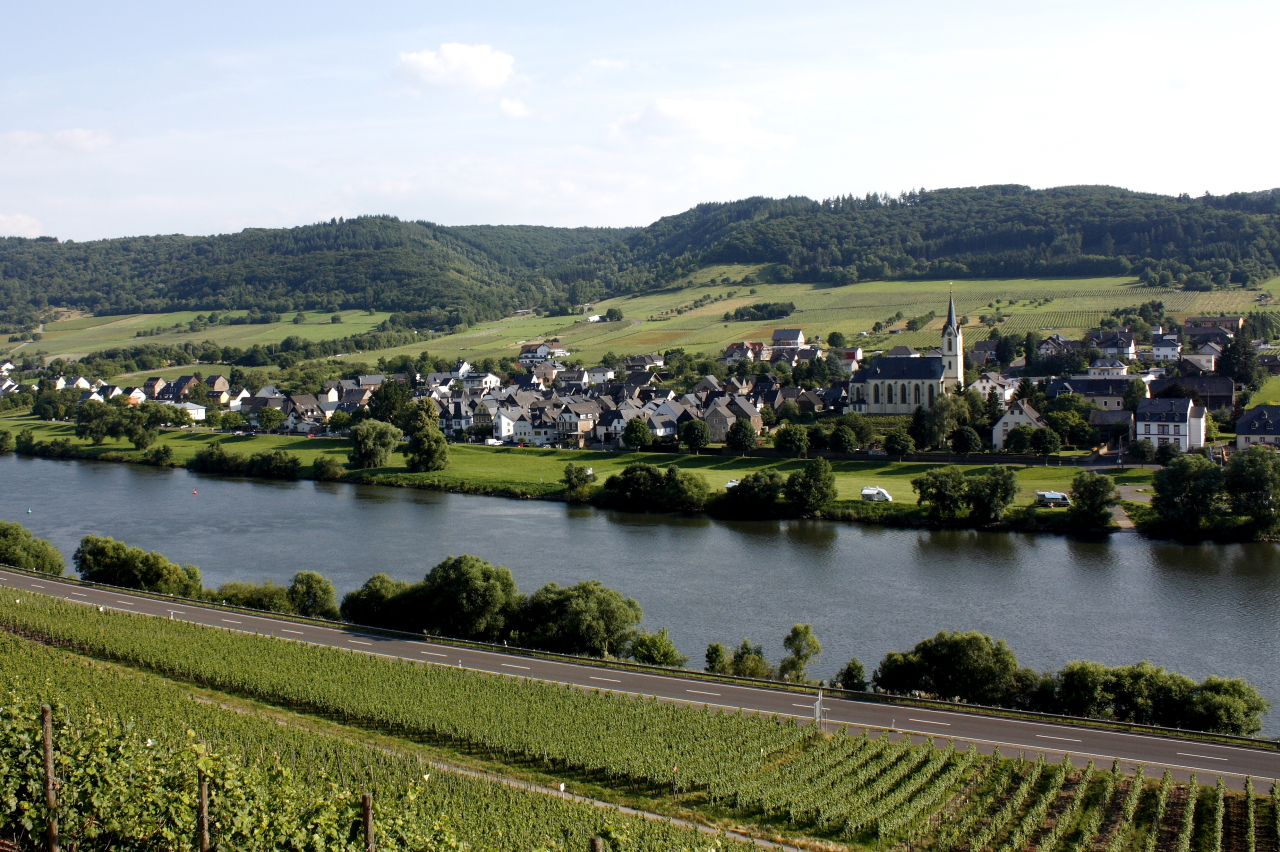
Blick nach Lösnich von der linken Moselseite

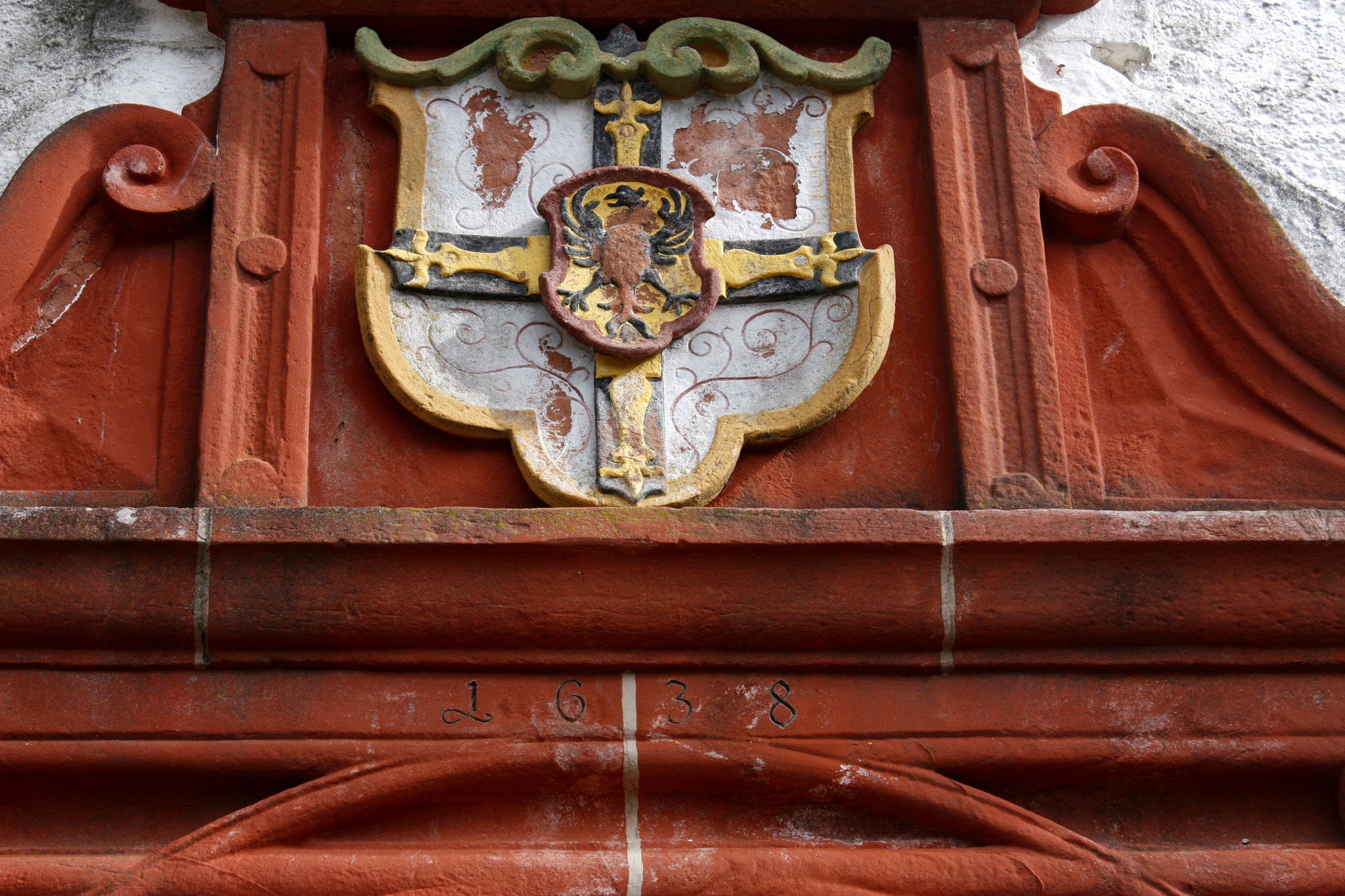
Wappen des Hochmeisters des Deutschen Ordens von 1638 am Portal der heutigen Friedhofskapelle und ehemaligen Pfarrkirche

Die Herrschaft Lösnich mit dem Dorf Lösnich an der Mosel, gelegen im Landkreis Bernkastel-Wittlich, war eine ehemals reichsunmittelbare Herrschaft.
Das Dorf war mit seiner Burg Stammsitz der Ritter von Lösnich und seit Mitte des 14. Jahrhunderts ein kurkölnisches Lehen in direkter Nachbarschaft der Grafschaft Sponheim, dem „Cröver Reich“ und dem kurkölnischen Amt Zeltingen und Rachtig.
Ab 1673 findet in Berichten über die Lösnicher Burg und Herrschaft Erwähnung, dass auch das unter kurtrierischem Schirm stehende Dorf Bausendorf zur Herrschaft Lösnich gehörte. So findet sich im Gemeindewappen von Bausendorf auch das Wappen der Ritter von Lösnich, der Lösnicher „Frauenarm“ auf rotem Feld. Weitere lehensrührige Besitzungen mit entsprechenden Einkünften hatte die Herrschaft in Erden, Rachtig, Kinheim, Neuerburg, Bengel, Remich bei Trier, Kommen, Immerath, Steineberg, Strotzbüsch und Rhens.
Das Leben der Bewohner von Lösnich war bis zum Einzug der französischen Truppen in die Rheinlande im Jahre 1794 geprägt durch das sogenannte Feudalsystem.

## Lehnsbrief
Die Rechtsbeziehung zwischen Lehnsherr und Lehnsmann wurde im Lehnsbrief beschrieben und geregelt. Ob die Lösnicher Ritter schon selbst mit Burg und Herrschaft in einem Lehnsverhältnis mit Kurtrier oder Kurköln gestanden haben, kann nicht mit Gewissheit gesagt werden. In einem Statusbericht von 1690 über die Herrschaft heißt es jedoch: „Das alte ritterliche Geschlecht von Lösnich hat von dem löblichen Ertzstift Cöln das Haus Lösnich sambt einigen appertinentia zu Lehn erhoben und getragen bis auf den letzten dieses Stammes mit Namen Conrad, welcher nach dem iahr 1367 ohne männlichen leibs Erben Todts verblichen, …“ Das erste schriftliche Zeugnis eines Lehnsbriefes liegt vor von Heinrich Beyer von Boppard aus dem Jahre 1368. Als zweiter Ehemann von Lisa von Lösnich, der letzten des Lösnicher Geschlechts, trat er mit ihr in das Erbe der Herrschaft Lösnich ein.

### Kurkölnischer Lehnsbrief von 1509
Ein Ausschnitt aus der Abschrift eines Lehnsbriefs des Kölner Erzbischofs Philipp II. von Daun aus dem Jahre 1509 im Lagerbuch der Reichsgrafen von Kesselstatt gibt einen Einblick in den Inhalt des Lösnicher Lehnsbriefes. Inhalt und Struktur des Briefes blieben über die Jahrhunderte hinweg relativ unverändert. Lehnsmann der Burg Lösnich war 1509 Conrad Beyer von Boppard, ein Urururenkel von Lisa von Lösnich.
Unter anderem heißt es hier:
„Wir Philipp von Gottes Gnaden der Heil. Kirchen zu Cöllen Ertzbischof, des Hl. Römischen Reiches Deutsch Nation Ertzcanzler und Churfürst, Hertzog zu Westphalen und zu … thun kund und bekennen, dass wir ufs heute Datum in gegenwärtigkeit unser mann hernach geschrieben unseren lieben getreuen Conrad Beyer von Boppard gnediglich belehnt haben, und belehnen ihn in Kraft dieses Briefs mit sechs alten Schilden iährlicher Renthen an zwei morgen weingarten gelegen zu Neißen auf der Hoelen, mit der Burg Lösnich, wie die binnen dem graben derselben Burg begriffen ist, mit einem Hof zu Rense und seinem Zugehör und einer wiesen genannt der brühl, und was darzu gehört, und fort mit den wiesen, busch, felt gelegen auf dem Berg genannt Langbusch in Renser Marck, wie die von uns und unserem Recht zu Lehn herrühren sin, und etwan Hans Beyer von Boppard Ritter, von unseren Vorfahren zu Lehen emfangen und getragen hait und haven daruff von gedachtem Conrad Beyer von Boppard … Hulde und eyde empfangen … unseren Nachkommen und Stift gehorsam, getreu und holt zu sein, die vorgenannte Lehen getreulich zu verdienen und zu vermannen, bestes zu waren, ärgstes zu kehren und zu waren nach aller seiner macht, und fort alles das zu thun, was ein getreuer mann seinem Herrn schuldig und schuldig ist zu thun, ohne …, als er … das ahn die Hand gelobt , die darauf mit seinem ufgerecktem fingern gestallts eyds heilich zu god und die heiligen geschwohren hait , …“

### Weitere Belehnungen bis 1794
Bereits 1495 belehnte Hermann, Erzbischof von Köln, Conrad Beyer von Boppart. 1590 folgte als kurkölnischer Lehnsmann Georg Beyer von Boppard. 1650 belehnte Ferdinand von Bayern, Erzbischof von Köln, den Grafen Franz Ernst von Chrichingen, 1652 erfolgte die Erneuerung der Belehnung an Graf Franz Ernst von Chrichingen durch Maximilian Heinrich von Bayern, Erzbischof von Köln.
Im Jahre 1674 belehnte Maximilian Heinrich von Bayern, Erzbischof zu Köln, Wolf Heinrich von Metternich mit der Herrschaft Lösnich. Die Belehnungsformel ist in der mitgeteilten Beschreibung der Lehnsgüter identisch mit der von 1509. Kurfürst Clemens von Köln belehnte Melchior von Kesselstatt mit der üblichen Belehnungsformel am 30. Juli 1730.
Am 26. Juni 1762 belehnte der Kölner Erzbischof Maximilian Friedrich von Königsegg-Rothenfels Hugo Casimir von Kesselstatt. Die Franzosen beendeten 1794 mit der Besetzung der linksrheinischen Gebiete das Lehnswesen in dieser Region.

## Ritter und Feudalherren

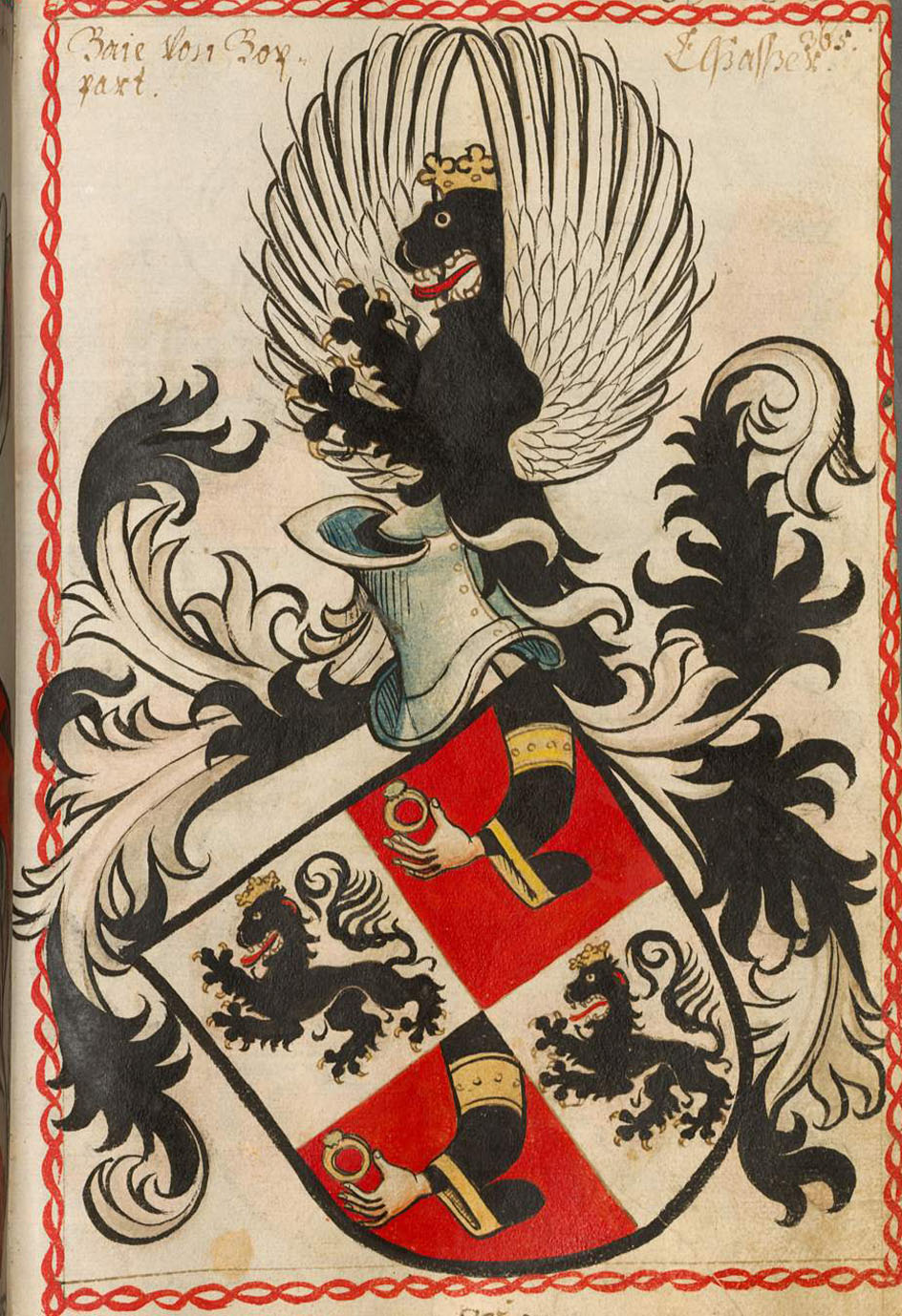
Das quartierte Wappen der Beyer von Boppard und Ritter von Lösnich

Seit dem 13. Jahrhundert ist das Geschlecht der Ritter von Lösnich urkundlich bezeugt und Nutznießer der Herrschaft. Dazugehörige Güter waren auch lehnsrührig vom Erzstift Trier, der Grafschaft Sponheim, der Grafschaft Veldenz, der Herrschaft Neumagen und der Grafschaft Wied. Neben anderen im Moselraum beheimateten Rittergeschlechtern treten die Lösnicher ab 1226 immer wieder als eigene Urkundenaussteller und Mitsiegler auf. Das Siegel zeigt einen Frauenarm mit Hängeärmel, der einen Fingerring hält. Auf dem Wappenschild sind einzelne Kreuze eingestreut.
Nach dem Aussterben der Lösnicher Ritterschaft wechselt die Herrschaft im Laufe der Jahrhunderte mehrmals ihren Besitzer durch natürliche Erbfolge, Heirat und Verkauf. Als Nutznießer der Herrschaft treten an einzelnen Geschlechtern auf:
- Ritter von Lösnich (13.–14. Jahrhundert)
- Ritter von Pyrmont (14. Jahrhundert)
- Ritter Beyer von Boppard (14.–16. Jahrhundert)
- Freiherren von Chrichingen (16.–17. Jahrhundert)
- Freiherren von Metternich (17. Jahrhundert)
- Grafen von Kesselstatt (17.–19. Jahrhundert)

Nach dem Aussterben der männlichen Linie des Geschlechts der Ritter von Lösnich ging 1368 die Herrschaft an die Beyer von Boppard und Ritter von Pyrmont. Lisa von Lösnich, Tochter des Conrad von Lösnich, heiratete 1330 in erster Ehe Cuno von Pyrmont und nach 1351 in zweiter Ehe Heinrich Beyer von Boppard. Infolge der Eheschließung von Anna Beyer von Boppard mit Christoph von Chrichingen gelangte die Herrschaft bei Teilung der Beyerschen Güter um die Wende des 16. Jahrhunderts an das Haus Chrichingen. Im Jahre 1673 folgte schließlich der Verkauf der Herrschaft für 15.763 Reichstaler an den Freiherrn Wolf Heinrich von Metternich. Dieser ließ 1683/84 das bis dahin als herrschaftliches Kelterhaus dienende Gebäude auf dem Burggelände zu einem stattlichen Wohnhaus umbauen.

### Die Ritter Beyer von Boppard
Nachdem Lisa von Pyrmont (Lösnich) 1399 verstorben war, folgte ihr in der Herrschaft Lösnich Conrad Beyer von Boppard, ihr Sohn aus zweiter Ehe mit Heinrich Beyer von Boppard. Durch die Ehe Conrads mit Maria von Parroye wurde selbiger veranlasst, seinen Wohnsitz nach Lothringen zu verlegen. Das pyrmontische Drittel der Herrschaft Lösnich, das Cuno von Pyrmont 1409 an seinen Onkel Conrad Beyer veräußert hatte, befand sich 1476 im Besitz der Junker von Strasbach. In der Folgezeit traten verschiedene Junkergeschlechter als Grundherren auf. Dazu zählten die Schaflützel von Kerpen, die Roben von Seinzfeld und die Kolben von Wasenach und später auch die von Lyser, die Raab von Pünderich, um nur einige zu nennen. Dieses als Junkerteil bezeichnete Drittel der Herrschaft Lösnich, das keine Anteile und Rechte an der Burg selbst hatte, wurde 1615/16 von Kurfürst Lotharius von Metternich für seinen Vetter Christoph von Chrichingen erworben. Christoph hatte durch seine Ehe mit Anna Beyer von Boppard, der Schwester des Georg Beyer von Boppard, die Herrschaft Lösnich um die Wende des 16. Jahrhunderts ansichgebracht.
Nach dem Tod Conrads Beyer von Boppard im Jahre 1421 fiel das Erbe an seinen Sohn Heinrich VIII Beyer von Boppard, Herr zu Castel-Brehain, Unterlandvogt im Elsaß und Rat Herzog Karls von Lothringen. Heinrichs Bruder Dietrich Beyer von Boppard, Herr zu Castel und Mengers, empfing am 14. Dezember 1448 von Abt Wynand der Reichsabtei Echternach Lehnsgüter, Zehnte und andere Güter in der Herrschaft Lösnich zu einem wahren Mannlehen.
Die Beyer von Boppard wohnten wohl nicht selbst auf der herrschaftlichen Burg in Lösnich. Sie installierten zur Wahrnehmung ihrer Rechte einen sogenannten Burggrafen vor Ort. Im März 1457 wird der Burggraf namens Colin von Mernick im Zusammenhang eines Vergleichs zwischen Abt Wynand von Echternach und Claisz Ruck von Rachtig genannt. Unter den Sühneleuten des Gillis von Herrendelle in einer Sühneangelegenheit desselben wegen des in Rachtig gelegenen Echternacher Klosterhofs, ebenfalls mit Abt Wynand von Echternach am 9. Juni des Jahres 1475 tritt er ein weiteres Mal auf. Ein anderer Burggraf namens Wilhelm Pfaffenbruch bewohnte die Burg Anfang des 16. Jahrhunderts. 1536 klagte derselbe am kurtrierischen Hofgericht gegen Klaus und Hans Gelenvon Föhren wegen eines Kaufs von Gütern zu Föhren von einem Vetter der Beklagten. Dieselben verkauften 1445 der Liebfrauenkirche zu Trier für 1000 Goldgulden unter anderem auch ihre Güter zu Lösnich.
Aus Heinrichs Ehe mit Agnes von Ochsenstein gingen drei Söhne hervor, Rudolf, Heinrich X. und Johann Beyer von Boppard. Johann Beyer siegelte den Kaufvertrag mit dem Beyerschen Wappen, das quartiert ist mit dem Wappen von Lösnich. 1483 wurden Rudolf Beyer und sein Neffe Johann, ein Sohn Heinrichs X., als Lehnsmänner der Herrschaft Lösnich genannt.
Johann Beyer von Boppard, Herr zu Castel und de la Tour, bekundete am 3. September 1489 den Erhalt aller Lehen vom Kloster Echternach, welche die Herrschaft Lösnich von der Abtei Echternach schon vor Zeiten zu Lehen getragen habe.
Conrad Beyer, ein Bruder Johanns, siegelte bereits 1488 mit dem mit Lösnich quartiertem Wappen und kam 1495 in den Genuss der Herrschaft Lösnich. 1509 erscheint er in einem weiteren Lehnsbrief als Vasall des Erzbischofs Philip von Köln, der ihn mit der Herrschaft Lösnich belehnt. Ebenfalls siegelten mit dem quartierten Wappen Adam Beyer (1519), ein Sohn Johanns, und Adams Sohn Johann (1542), wie auch Heinrich Beyer, ein Sohn Conrads Beyer von Boppard (1521). So erinnerte das Wappen der Beyer von Boppard noch bis ins 16. Jahrhundert an das bereits im 14. Jahrhundert ausgestorbene Lösnicher Rittergeschlecht. Heinrich Beyer, der Sohn Conrads Beyer von Boppard, war verheiratet mit Landgräfin Elisabeth von Nellenburg.
Der letzte des Geschlechts, Georg Bernhard Beyer von Boppard, Freiherr zu Chateau-Brehain, Tontron, Latour und Lösnich, fand seinen Tod 1598 im Türkenkrieg bei der Belagerung von Ofen im Alter von nur 33 Jahren. Da er unverheiratet und ohne Nachkommen verstarb, vererbte sich sein Besitz auf seine beiden Schwestern Anna und Maria Elisabeth. Anna, die Ältere, war verheiratet mit Christoph von Chrichingen. Elisabeth war zweimal verheiratet: nach Johann von Chatelet folgte an ihrer Seite Rene, Herr zu Choiseul, Freiherr von Clemont. Bei der Teilung der Beyerschen Güter um die Wende des 16. Jahrhunderts fielen die im trierischen Raum gelegenen, insbesondere auch die Herrschaft Lösnich, an das Haus Chrichingen, eine reichsunmittelbare und selbständige Herrschaft in der Umgebung von Metz.

### Die Freiherrn von Chrichingen

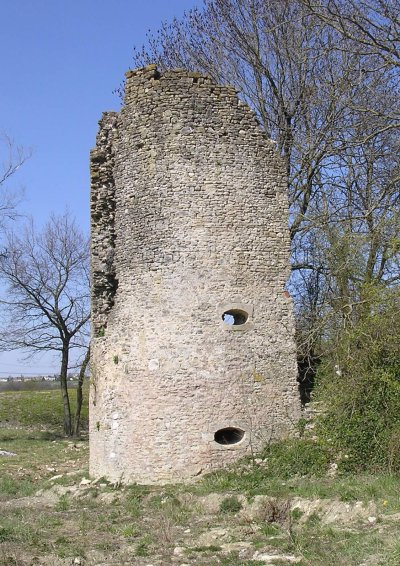
Ruine der Burg Chrichingen in Créhange

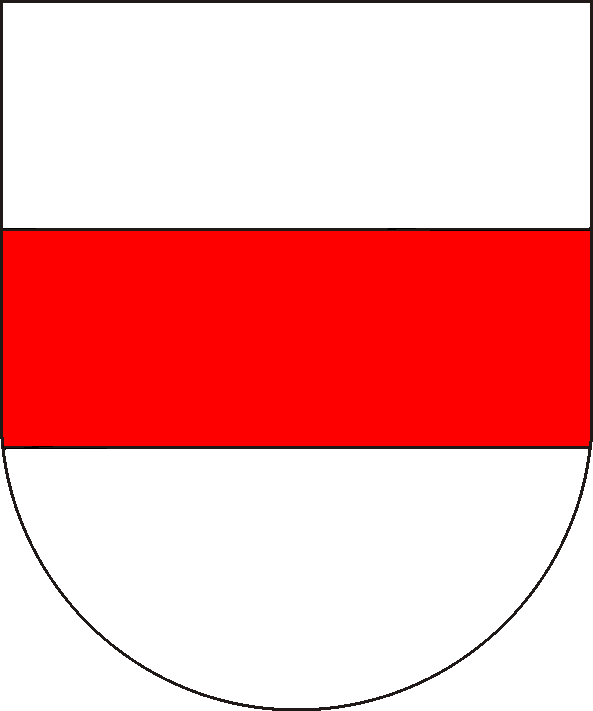
Das Chrichingische Wappen

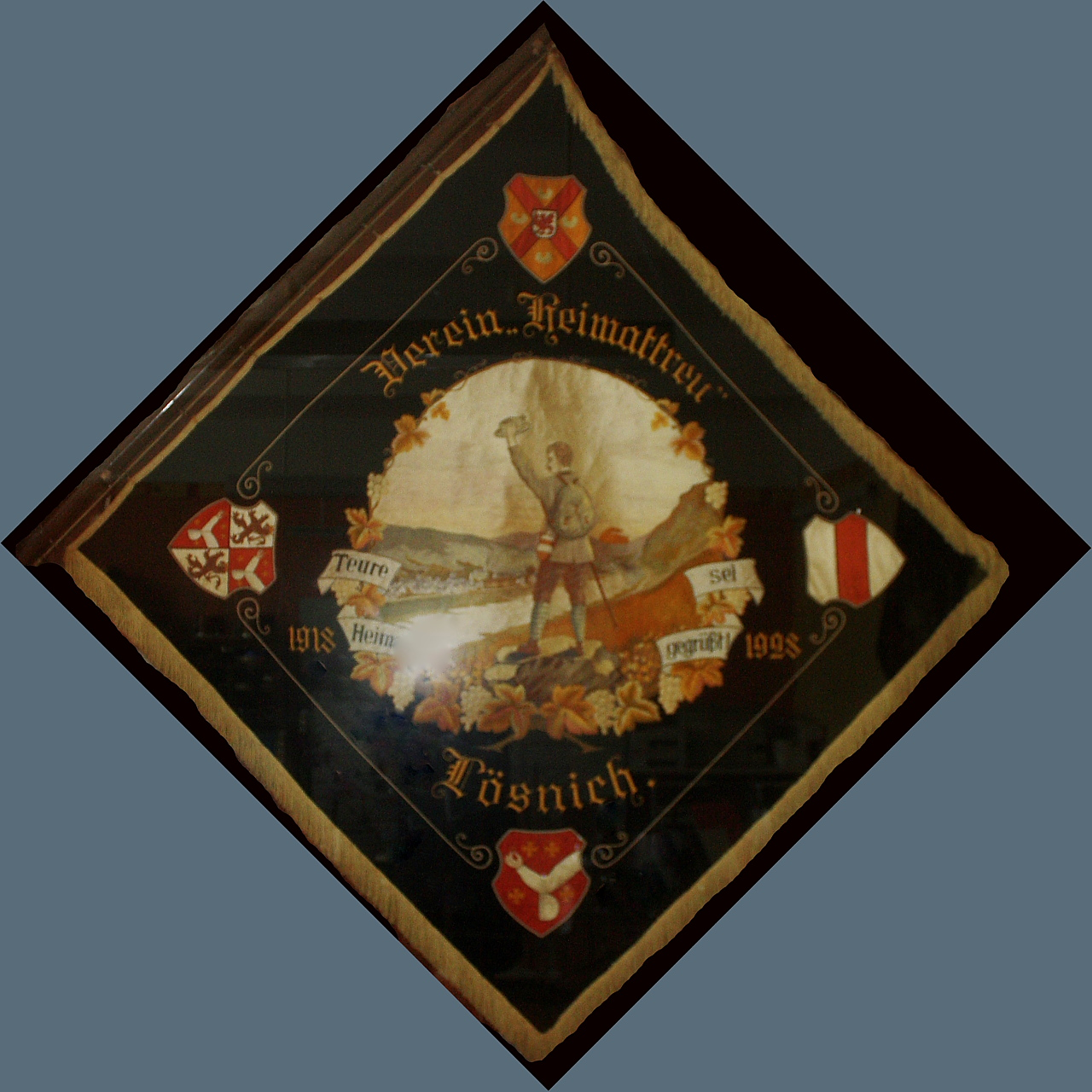
Das eingestickte Wappen (rechts) der Chrichinger auf der Fahne des Vereins Heimattreu Lösnich von 1928

Nach dem Ort Créhange in Lothringen benannten sich zwei Adelsgeschlechter, eine ältere und eine jüngere Linie. Die erste, seit 1150 nachweisbar, erlosch zu Anfang des 14. Jahrhunderts. Ihr Besitz gelangte über eine Erbtochter an die von Dorsweiler, von denen eine Linie den Namen und das Wappen des erloschenen Geschlechts übernahm. Stammhaus dieser Familie ist Torcheville (deutsch Dorsweiler). Der Stammvater Gottfried (1252–64) war Burgmann der Grafen von Zweibrücken zu Morsberg. Die Schreibweise des Familiennamens variiert in der Literatur und in den Quellen.
Am 28. Juli 1618 erhielt Christoph von Chrichingen die ehemaligen Anteile des Lehens von Conrad von Lösnich an zwei Höfen in Bengel und zwei Weingärten gegenüber von Lösnich vom Grafen zu Sponheim, Georg Wilhelm Pfalzgraf zu Rhens, als Lehen zugesprochen. Diese Lehen waren durch das Ableben des Georg Beyer von Boppard wieder an den Grafen zu Sponheim zurückgefallen.

#### Verkauf der Junkerteils
Christoph von Chrichingen, durch dessen Heirat mit Anna Beyer von Boppard die Chrichinger in den Besitz der Herrschaft Lösnich gekommen waren, verkaufte am 10. Januar 1621 die Renten und Gefälle des sogenannten Junkerteils zu Lösnich. Dieses hatte er von Lotharius von Metternich erblich ansichgebracht. Pfandweis und mit Vorbehalt des Wiederkaufrechts veräußerte er es an die Familie Peter Fröauff von Zeltingen. 3597 Gulden, jeder zu 24 Alben Bernkasteler Währung, zahlten die Fröauffs und kamen damit in den Genuss der Einkünfte an Wein und Weinzins, an Korn und Haferpächten, Gänsen und Öl, sowie der Ackerniesung, der Herrenbußen und des kleinen und großen Zinses vom dritten Teil der Herrschaft Lösnich. Die Brüder Peter Ernst, Franz Ernst und Lotharius von Chrichingen bestätigten 1624 als Söhne des Christoph von Chrichingen nach dessen Ableben diesen Verkauf und verpflichteten sich zur Einhaltung der festgelegten Abmachungen. Das Junkerteil blieb daraufhin bis 1759 in den Händen der Fröauffs von Zeltingen, bis die gräfliche Familie von Kesselstadt durch Zahlung der Einlösungssumme schließlich den Rückkauf erwirkte.

#### Belehnungsstreitigkeiten mit Kurköln
Die aus den Belehnungsstreitigkeiten mit Kurköln erwachsenen Spannungen hatten zur Folge, dass der kurkölnische Amtmann aus Zeltingen, Carl Hornung, im September des Jahres 1622 das Symbol der Hochgerichtsbarkeit in Lösnich, einen auf den Boden aufgeschränkten Galgen, kurzerhand abhauen ließ. Die Lösnicher Untertanen wurden einschließlich ihres Amtmannes nach Zeltingen zitiert, wo man ihnen eine ansehnliche Geldstrafe abforderte. Auch machte Amtmann Hornung nicht davor halt, sämtliche herrschaftlichen Güter einzuziehen.
In der Hoffnung, den kurkölnischen Bedrängungen über eine höhere Instanz ein Ende bereiten zu können, verfassten die Chrichinger eine Bittschrift an das Kaiserliche Kammergericht in Speyer wegen „turbierter Lösnicher Jurisdiction in mandatum sine clausula“, wodurch der Beklagte aufgefordert werden sollte, die Herren von Chrichingen unverzüglich in ihren Ansprüchen zu befriedigen.

#### Kurkölnische Besetzung der Burg Lösnich
Diese Klage scheint jedoch ohne Wirkung geblieben zu sein, den am 18. Oktober 1622 kam es zu einem erneuten Übergriff des Amtmanns Hornung: er ließ die Lösnicher Burg mit Hilfe Zeltinger und Rachtiger Schützen auf kurkölnischen Befehl hin besetzen. Lothar von Chrichingen gelang es jedoch, die Burg am 31. Oktober wieder in seine Gewalt zu bringen. In einem Bericht Carl Hornungs an die kurkölnische Kanzlei in Bonn heißt es, dass Lotharius persönlich nach Lösnich gekommen wäre. Den auf das Haus Lösnich verordneten kölnischen Untertanen hätte er ihre Wehr, auch „Kraut und Londt“ abgenommen, sie übel zugerichtet und schimpflich aus dem Haus gewiesen.
Lothar von Chrichingen stellte daraufhin die alten Verhältnisse wieder her und ließ auch das abgehauene Symbol der Hochgerichtsbarkeit wieder auf seinem alten Platz errichten. In einem Bericht Carl Hornungs vom 3. Februar 1623 heißt es dazu, dass die Herrschaft im Dorf Lösnich einen eigenen Schultheiß und ein eigenes Gericht habe, das von der Herrschaft installiert würde und zu dessen Schein ein aufgerichteter Galgen im Lösnicher Bezirk auf den Boden geschränkt worden sei, um die Bürger und Untertanen zu warnen.
Doch erst 1629 gelang es Franz Ernst von Chrichingen, dem Bruder Lothars, die zwischen Kurköln und dem Haus Chrichingen entstandenen Streitigkeiten beizulegen. Als Dechant zu Köln und Domherr zu Mainz, Trier und Straßburg hatte er Ferdinand Kurfürst zu Köln und dem Erzstift vielfältige geistliche Dienste geleistet, was wohl eine nicht unerhebliche Rolle beim Zustandekommen dieser Einigung spielte. Das Haus Chrichingen wurde infolgedessen mit der Burg Lösnich und den in alten Lehnsbriefen spezifizierten Lehnsstücken auf dieselbe Art und Weise belehnt, wie ihre Vorgänger, die Beyer von Boppard in ihrem letzten Lehnsbrief aus dem Jahre 1590.
Auch die Freiherrn von Chrichingen ließen sich, wie schon ihre Vorgänger, die Beyer von Boppard, von einem Burggrafen in Lösnich vertreten und bewohnten nicht selbst die herrschaftlichen Gebäude. So erhielt der Burggraf Joachim Knoppes am 24. Februar 1628 von seinem Herrn Franz Ernst von Chrichingen den Auftrag, dass Lösnicher Hochgericht, den symbolisch zur stetigen Ermahnung der Lösnicher Untertanen und Demonstration der herrschaftlichen Hochgerichtsbarkeit aufgestellten Galgen, wegen Zerfalls wieder neu aufzurichten. Dieser Befehl wurde am 6. März des Jahres 1628 im Beisein aller Bürger von Lösnich durch den Burggrafen ausgeführt. Am 7. Juli 1652 verpfändete Franz Ernst von Chrichingen seinem Amtmann und Burggrafen Johann Horst die Einkünfte der Lösnicher Herrschaft für eine Summe von 1.566 Reichstalern. Ein weiterer Amtmann der Chrichinger, Franz Unbescheiden von Lösnich, erhob am 20. Juli 1663 auf Veranlassung seines Herrn Franz Ernst von Chrichingen Renten und Gefälle der Herrschaft Boppard.

#### Der Dreißigjährige Krieg
Während des Dreißigjährigen Kriegs (1618–1648) erwuchs dem Haus Chrichingen das Unglück, dass alle drei Brüder, Franz Ernst, Peter Ernst und Lothar, bis zum Jahre 1637 verstarben. Die beiden letztgenannten hinterließen zwei minderjährige Söhne, die erst 1650 nach Erlangung der Volljährigkeit wieder eine Belehnung mit der Herrschaft Lösnich erwirken konnten. Bis dahin wechselte die Burg mehrmals ihren Besitzer. Franzosen wie Schweden schlugen abwechselnd ihr Lager in der Lösnicher Burg auf.
Die Verluste an Haushaltungen und die damit verbundene Dezimierung der Bevölkerung während des Dreißigjährigen Krieges zeigen Angaben über die Feuerstellen oder Feuerstätten der Dörfer und Städte. Eine Feuerstelle ist dabei mit einer Haushaltung von 6 bis 7 Personen gleichzusetzen. Danach sank im kurtrierischen Amt Bernkastel deren Anzahl in den Jahren 1654/56 von 588 auf 390.
Die Besetzung durch Franzosen und Schweden, sowie die Zerstörung der Burg im Jahre 1652 durch den Goubernator von Diedenhofen, Comte de Marolles, zeugen davon, dass die Bewohner von Lösnich von den Schrecken dieses Krieges nicht verschont blieben.
Von 1637 bis 1650 genoss ein Baron de Logier die Herrschaft in Lösnich infolge der Absetzung des chrichingischen Bediensteten im „Schloss Lösnich“ durch einen kurkölnischen Beamten.

#### Beendigung der Belehnungsstreitigkeiten
Erst im Jahre 1650 erreichte Franz Ernst von Chrichingen, einer der Söhne der 1637 verstorbenen drei Grafen von Chrichingen, wieder die Belehnung mit Burg und Herrschaft Lösnich. Neben einer weiteren Belehnung im Jahre 1652 traten die Herren von Chrichingen erst 1671 wieder in Erscheinung.
Inzwischen hatte Ludwig XIV., der „Sonnenkönig“, damit begonnen, in seine außenpolitischen Interessen, insbesondere seine territorialen in Bezug auf die linksrheinischen Gebiete, mit ständig einfallenden Söldnerverbänden Druck zu verleihen. Maximilian Heinrich, Erzbischof und Kurfürst von Köln, ließ Franz Ernst von Chrichingen am 14. Januar 1673 ein betont scharf formuliertes Schreiben zukommen. Er offenbarte ihm darin, dass er in Erfahrung gebracht habe, dass jener mit seinem in lothringischen Diensten stehenden Regiment und anderen „Brandenburgischen Völkern“ in kurkölnische Lande eingefallen sei und den Untertanen dabei allerhand Drangsale zugefügt habe. Der Kurfürst gab ihm unmissverständlich zu verstehen, dass er deshalb durchaus berechtigt wäre, seine Lehnsgüter als verwirkt anzusehen. Er räumte ihm jedoch eine Frist von vier Wochen ein, sich von den besagten Diensten loszusagen und den angerichteten Schaden zu ersetzen. Dieses Schreiben war dem Amtsverwalter von Zeltingen, Johann Kraus, zur Überbringung an das Haus Lösnich mit der Aufforderung zugesandt worden, die derzeitigen Vorhaben des Grafen bis auf weitere Anweisung in Arrest zu legen.
Wie und ob sich der Graf zu diesen Anschuldigungen des Kurfürsten geäußert hat, ist nicht bekannt. Die Lage schien sich jedoch nicht zu seinen Gunsten zu entwickeln. Schon im Mai des Jahres 1671 hatte er seinem Amtmann in Lösnich, Franz Unbescheiden, alle Vollmachten in Bezug auf die Herrschaft Lösnich übertragen. Dieser hatte am 16. Februar 1672 einen Antrag auf die Anfertigung eines Lehnsbriefes nach Art und Weise der Belehnung der Beyer von Boppart an die kurkölnische Kanzlei gestellt. Diesem Antrag wurde von kurkölnischer Seite jedoch nicht stattgegeben. Der Lehnsbrief wurde stattdessen nach dem Inhalt des letzten von Chrichinger Seite aufgesetzten Lehnsbriefes verfasst.

#### Verkauf der Herrschaft
Am 1. August 1673 zog es Franz Ernst von Chrichingen schließlich vor, die Herrschaft Lösnich samt Renten, Rechten und Gerechtigkeiten für 15.763 Reichstaler mit Einverständnis seiner Gemahlin Maria Elisabeth, geborene Gräfin von Montfort, an den Freiherrn Wolf Heinrich von Metternich zu veräußern.

### Die Freiherren von Metternich

Stammwappen derer von Metternich

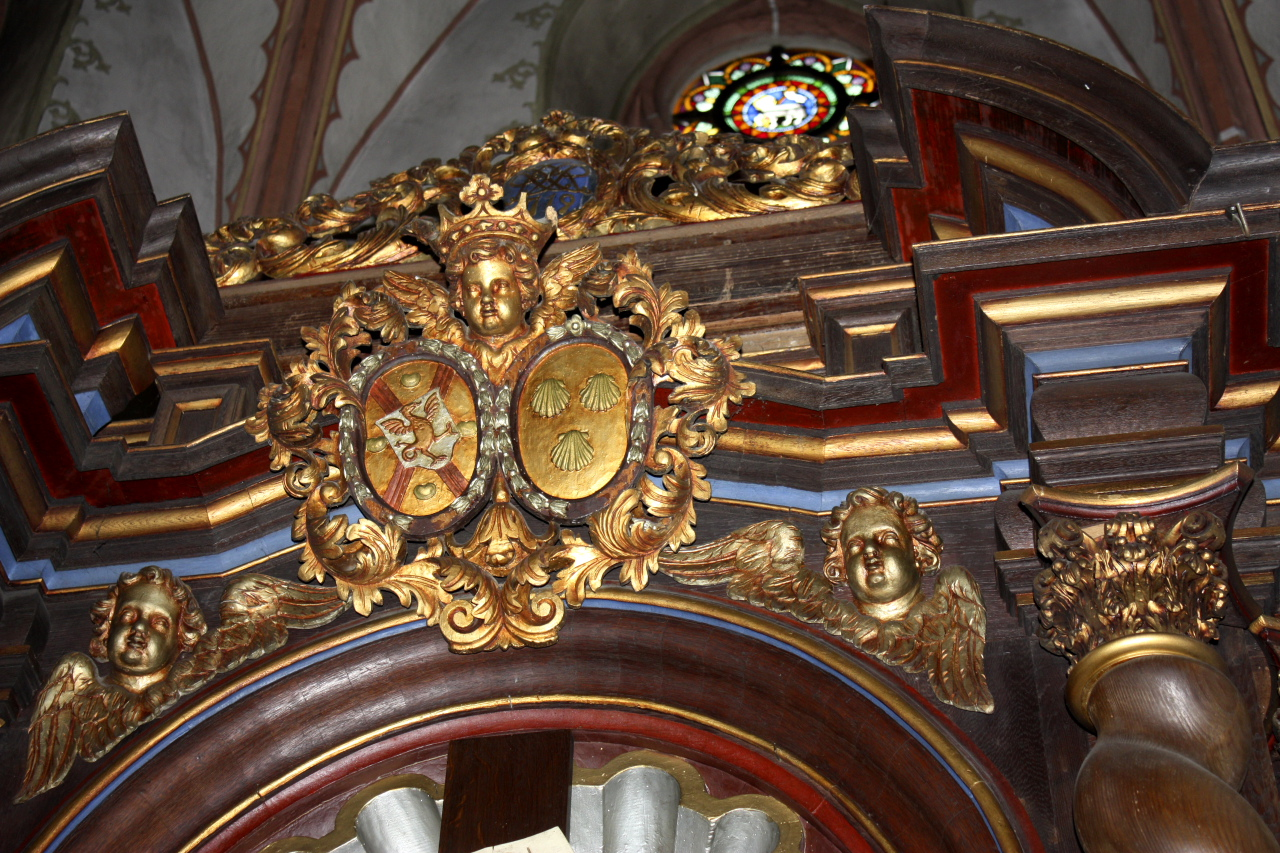
Das Wappen von Anna Clara Freiin von Metternich 1719 (rechts)

Das weitverzweigte rheinländische Adelsgeschlecht derer von  Metternich hat eine Reihe von Bischöfen und Erzbischöfen hervorgebracht und zählte zum deutschen Hochadel. Im 13. Jahrhundert nannte sich ein Zweig nach der dem gleichnamigen Ort Metternich bei Weilerswist im Kreis Euskirchen. Das Wappen der Besitzer des wasserumwehrten Hauses Velbrück zeigte die drei Muscheln im Wappen.

#### Kauf der Herrschaft Lösnich
Wolf Heinrich von Metternich Burscheid, Nachfahre von Dieter von Metternich zu Zievel, der 1494 durch Heirat in den Besitz der Burg Bourscheid in Luxemburg gekommen war, erwarb 1673 durch Kauf die Herrschaft Lösnich für 15.763 Reichstaler. Diese Summe entsprach etwa dem durchschnittlichen Ertrag, den die Herrschaft Lösnich innerhalb eines Jahres an Einkünften einbrachte. Nach einer Überschlagsrechnung vom 7. März 1671 bestanden diese aus:
- 21 Fuder Wein
- 48 Malter 2 Echtel Korn
- 60 Malter 2 Echtel Habern (Hafer)
- 48 Hühner
- 10 Zehntlämmer
- 3 Reichstaler 12 Alben Gerichtskosten

Die aufgeführten Einkünfte ergaben umgerechnet eine Kapitalsumme von 23.098 Reichstalern und 44 Alben. Von diesem Betrag mussten aufgrund von Verpfändungen insgesamt 8500 Reichstaler an verschiedene Personen gezahlt werden. Darunter befanden sich neben Wolf Heinrich von Metternich auch die Fröauffs von Zeltingen, die 1621 das Junkerteil der Herrschaft Lösnich von Christoph von Chrichingen erworben hatten. Damit blieb der Herrschaft schließlich ein Restbetrag von 14.598 Reichstalern und 44 Alben. Diese Aufstellung der Einkünfte von 1671 mag erklären, wie die Berechnung der erwähnten Veräußerungssumme zustande gekommen war.

#### Huldigung und Treueeid
Am 2. Oktober des Jahres 1674 war die vertragsmäßige Summe durch Wolf Heinrich von Metternich an Franz Ernst von Chrichingen abgetragen und der neue Besitzer erschien persönlich zur formellen Übernahme der Herrschaft in Lösnich. Die Bürger von Lösnich wurden als Untertanen aufgefordert, dem neuen Herrn zu huldigen und den Treueeid abzulegen. Über diese Zeremonie wurde eigens ein notarisches „Instrumentum“ verfasst, dass den genauen Ablauf dieses Aktes in seinen Einzelheiten schildert:
Am 2. Oktober 1674 erschienen zwischen 10 und 11 Uhr alle Untertanen der Herrschaft Lösnich auf dem gewöhnlichen Gerichtsplatz unter dem Kirchhof. Der Amtmann von Lösnich, Franz Unbescheiden, verkündete als Bevollmächtigter des Grafen von Chrichingen eine von demselben verfasste „Constitution“, die den Verkauf der Herrschaft Lösnich an den Freiherrn von Metternich bestätigte und als rechtmäßig erklärte. Alle Untertanen wurden mit dieser „Constitution“ aufgefordert, dem neuen Herrn zu huldigen und ihm den Treueeid zu leisten. Bernhard Schurph, bis dahin amtierender Schultheis, sprach Wolf Henrich von Metternich als erster seine Heils- und Segenswünsche zum Erwerb der Herrschaft Lösnich im Namen aller Untertanen aus und verband damit auch die Bitte, dass Wolf Henrich das Weistum aus dem Jahre 1529 als Rechtsgrundlage zwischen Herrschaft und Untertanen anerkennen möge.
Nachdem Wolf Henrich dieses versprochen hatte, traten die Bürger von Lösnich nacheinander hervor und leisteten ihm den Treueeid. Es folgten nach dem Schultheis zuerst die vier Gerichtsschöffen und dann die ganze Bürgerschaft. Die ebenfalls zur Lösnicher Herrschaft gehörigen Untertanen aus Bausendorf und Olkenbach schlossen sich als letzte der Huldigung an. Darauf erfolgte die Neubesetzung der öffentlichen Dienststellen. Franz Unbescheiden und Bernhard Schurph wurden als Amtmann und Schultheis durch Wolf Henrich von Metternich übernommen.

#### Umbau des Kelterhauses zum Wohnhaus

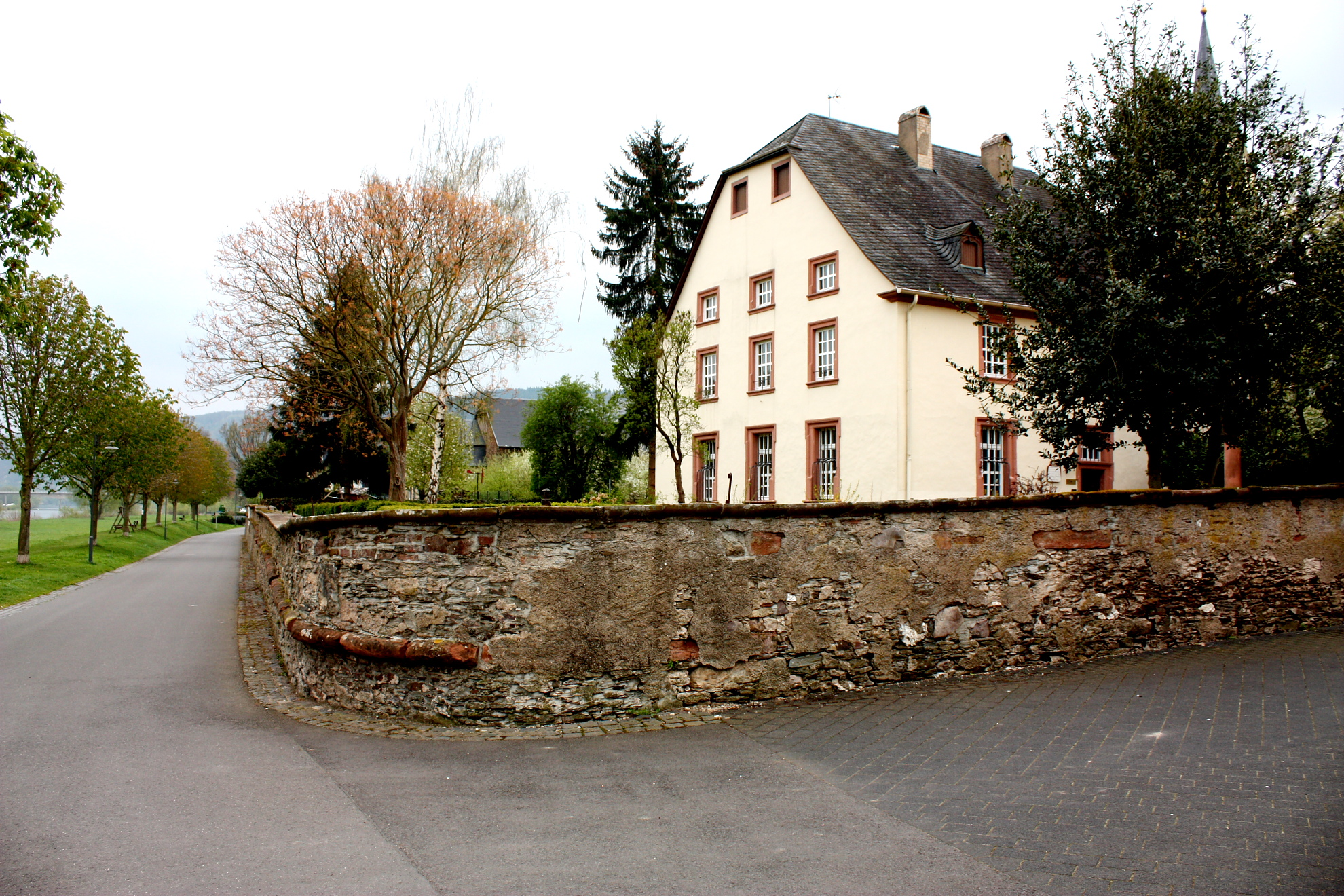
Das 1683/84 zum Wohnhaus umgebaute ehemalige Kelterhaus

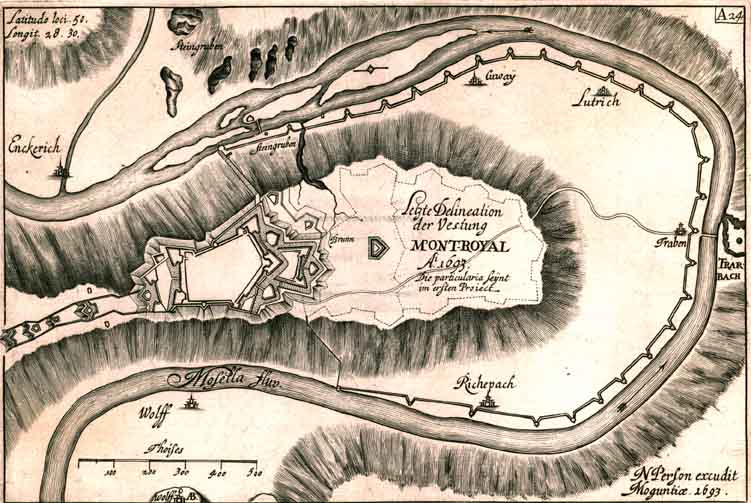
Karte der Festung Mont Royal bei Traben-Trarbach, 1693

In den Jahren 1683/84 ließ Wolf Henrich von Metternich das als Kelterhaus dienende Gebäude neben dem Burggelände in der Nähe des Moselufers, das heutige Pfarrhaus, zu einem stattlichen Wohnhaus umbauen. In seinem gediegenen Barockstil reiht sich dieser Bau in die Reihe der kurfürstlichen Höfe und Kellereien zu Bernkastel und Wehlen und dem Amtshaus zu Zeltingen ein, die ihren Ursprung im späten 17. Jahrhundert haben.

#### Kriegslasten
Die Reunionsvorgänge Ludwigs XIV. in den Jahren 1679 bis 1688, die auf die Eröffnung der französischen Reunionskammer in Metz am 23. Oktober 1679 folgten, erfassten auch die Moselgegend, insbesondere das Kröver Reich und Traben-Trarbach. Frankreich erhob Ansprüche auf eine Vielzahl von Gebieten im „Römischen Reich“ und berief sich dabei auf uralte Besitzurkunden, die von den Reunionskammern aufgestöbert wurden. Die ehemalige Festung Mont Royal auf der Höhe bei Traben-Trarbach, die von den französischen Reunionstruppen unter Festungsbaumeister Vauban angelegt worden war, forderte auch von den umliegenden Ortschaften ihren Tribut. Abgaben und Fouragelieferungen an die Festung Mont Royal wurden eine ständige Belastung, auch für die Einwohner von Lösnich.
Der Abzug der Truppen und die durch die Franzosen selbst vollzogene Schleifung der Festung im Juni 1698 brachte für kurze Zeit eine Erleichterung. Doch schon folgten die Spanischen Erbfolgekriege (1701–1714) mit erneuten Kriegslasten durch ständige Einquartierungen durchziehender Truppen.
Ein am 27. April 1705 im Lösnicher Gericht verfasster Bericht über Kriegskosten und entstandene Schäden macht deutlich, welche Opfer von der Bevölkerung abgefordert wurden. Am 8. November 1704 war es das halbe „Brünkische Regiment“, das in Lösnich einlogiert wurde. Bis zum 24. Dezember desselben Jahres mussten 380 Mann mit „Haus und Trunck und Logiment“ verpflegt werden. Am 4. Januar war es eine Kompanie des „Dragoner Brünnigs Regiment“, die bis zum 14. Januar in Lösnich beköstigt werden musste. Vom 14. Juni bis zum 29. September war es eine weitere Kompanie dieses Regiments und vom 29. September bis 27. April des nächsten Jahres eine halbe Kompanie desselben Regiments. Der durch diese Belastungen entstandene Schaden wurde auf eine Gesamtsumme von 2334 Reichstalern und 44 Alben beziffert.
Wolf Henrich von Metternich verlor 1690 innerhalb von vier Monaten zwei seiner drei Söhne, Philip Karl und Franz Wolf. Sein dritter Sohn Lothario Erwin war 26 Jahre alt. Eine seiner beiden Töchter, Anna Klara, heiratete im November 1690 in das Geschlecht der Freiherrn von Kesselstatt ein und trat nach dem Tod ihres Vaters im Jahre 1700 zusammen mit ihrem Ehemann Casimir Friedrich von Kesselstatt das Erbe der Herrschaft Lösnich an.

### Die Reichsgrafen von Kesselstatt

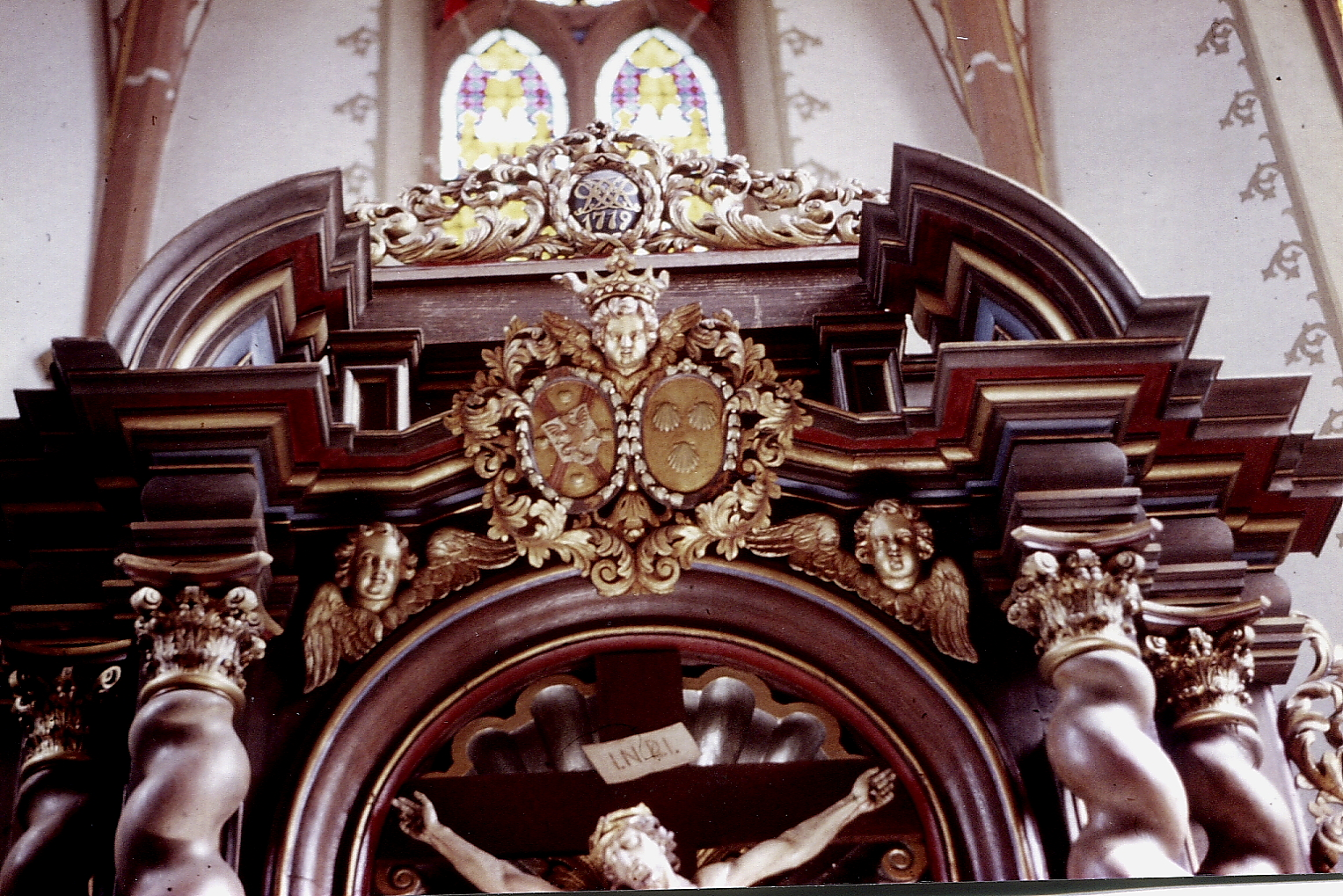
Ehewappen von Casimir Friedrich von Kesselstatt und Anna Klara von Metternich am Lösnicher Hochaltar von 1719

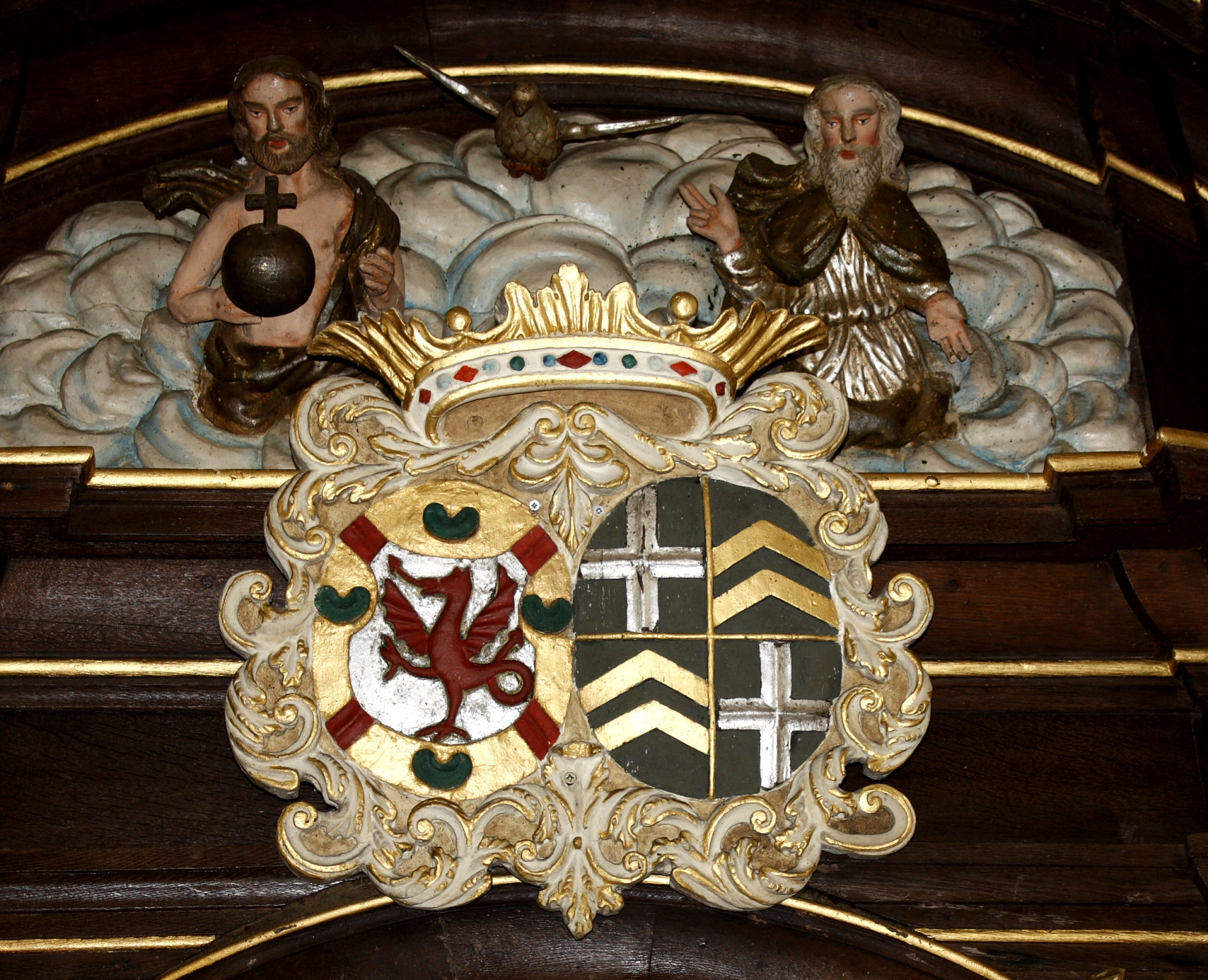
Ehewappen des Carl Friedrich Melchior Freiherrn von Kesselstatt und seiner Frau Isabella Maria Theresia Freiin Raitz von Frentz, Darstellung am Altar der Kesselstatt-Kapelle in Kröv

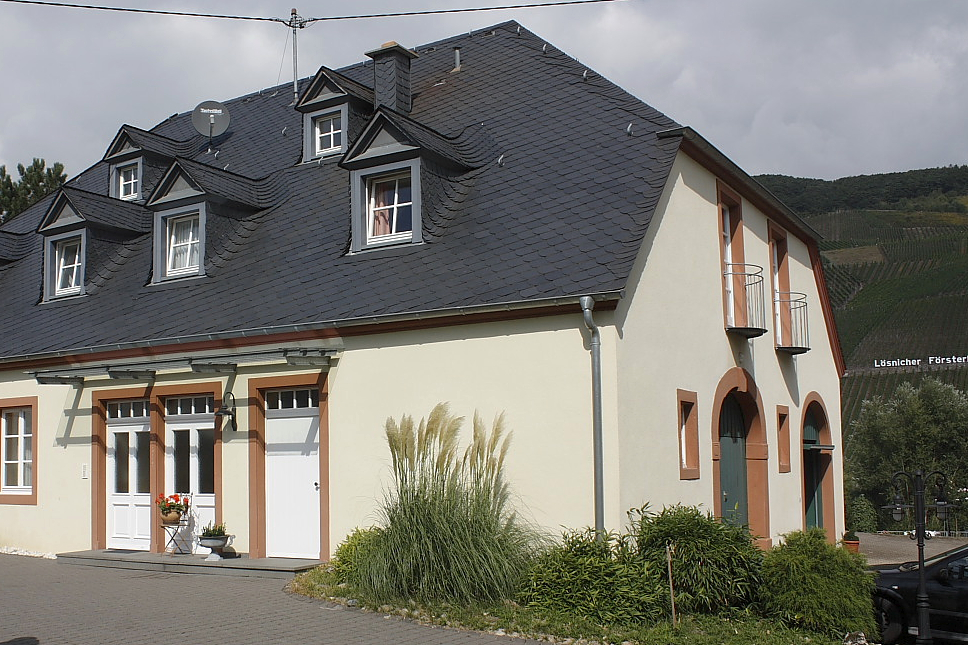
Ehemaliges 1808 erbautes Kelterhaus der Reichsgrafen von Kesselstatt in Lösnich 2013 nach seinem Umbau zum Ferienhaus

Durch Heirat der Anna Clara von Metternich, Tochter des Wolf Heinrich von Metternich, mit Casimir Friedrich von Kesselstatt im November 1690 ging die Herrschaft schließlich an die Reichsgrafen von Kesselstatt, die ihren Stammsitz auf Schloss Föhren bei Schweich hatten. Casimir Friedrich, geboren als sechster Sohn des Johann Eberhard von Kesselstatt, setzte den Stamm fort, obgleich er sich bereits als Domherr zu Mainz dem geistigen Stand verschrieben hatte. Nachdem er 1687 resigniert und den geistigen Stand verlassen hatte, stand der Ehe mit der Nichte des Mainzer Kurfürsten Lothar Friedrich von Metternich nichts mehr im Wege. Casimir Friedrich hatte drei Söhne. Davon folgte ihm Carl IV. Friedrich Melchior von Kesselstatt in der Übernahme der Herrschaft Lösnich. Selbiger bezeichnete sich als Herr zu Föhren, Ahrenrath, Dodenburg, Bruch und Lösnich. Er war verheiratet mit Isabella Maria Theresia Freiin Raitz von Frentz. 1740 bis 1745 ließ er das Palais Kesselstatt in Trier nahe der Liebfrauenkirche erbauen. Am 18. September 1751 verstarb er im Alter von 58 Jahren. Von seinen sieben Kindern folgte ihm in der Herrschaft Lösnich Hugo Casimir Edmund von Kesselstatt, der am 15. Januar 1776 von Kaiser Franz-Josef II. in den Reichsgrafenstand erhoben worden war. Er verstarb am 3. März 1796 im Alter von 68 Jahren in Würzburg und hinterließ 17 Kinder, die ihm seine Gattin Maria Catharina Freiin Knebel von Katzenellenbogen, geschenkt hatte. Die linksrheinischen Gebiete waren bereits seit 1794 von den Franzosen besetzt. In der in Würzburg 1796 erschienenen Todesanzeige des verstorbenen Grafen fällt auf, dass bei der Aufzählung seiner Titel und innegehabten Ämter „Herr der Reichsherrschaft Lösnich“ an erster Stelle noch vor der Herrschaft Föhren erscheint, dem eigentlichen Stammsitz der Familie Kesselstatt.
Nach der 1794 erfolgten Abschaffung des Lehnswesen hatte die Familie Kesselstadt noch bis Mitte des 19. Jahrhunderts Besitzungen in Lösnich, die sie nach und nach veräußerte. So erstand die Gemeinde 1859 für 1934 Reichstaler das bereits seit 1803 als Pfarrhaus angemietete herrschaftliche Wohnhaus.
Noch 1808 erbauten die Brüder Edmund und Clemens Reichsgrafen von Kesselstatt, zwei Söhne des 1796 in Würzburg verstorbenen Hugo Casimir Edmund von Kesselstatt ein neues Kelterhaus mit fünf Keltern auf den Ruinen der ehemaligen Lösnicher Burg. Den noch vorhandenen Kreuzgewölbekeller der alten Burg erweiterten sie mit einem zweiten Keller mit Tonnengewölbe. Der Plan, auch das herrschaftliche Wohnhaus zu unterkellern, wurde wohl verworfen, obwohl die Planskizzen dazu bereits existierten.
Die Grafen Kesselstatt, die ursprünglich nicht im Moseltal einheimisch waren, fanden sich schon Anfang des 15. Jahrhunderts in Kröv begütert, wie auch in den Nachbargemeinden Kinheim, Kindel, Kinderbeuren, Reil und Bengel. Im Laufe des 18. Jahrhunderts traten Mitglieder des Geschlechts auch in gehobenen Positionen an die Öffentlichkeit.
Unter Landhofmeister Graf Johann Hugo von Kesselstatt (1727–1796) brachte es das Haus Kesselstatt zu einem beachtlichen Besitzstand. Sein Sohn Karl verstand es offensichtlich jedoch nicht, das angetretene Erbe zum Besten zu führen. Dem Ruin nahe übertrug er das Vermögen seinen Brüdern, die unter großen Mühen den Familienbesitz zu erhalten trachteten.
Aus einem vom 16. Dezember 1835 bestätigten Familienfideikommiss geht hervor, dass zum Besitz des Grafen Edmund von Kesselstatt die Herrschaft Lösnich gehörte, sowie auch Föhr, Becond, Thürnich, Kevenich, Naurath, Arenrath, Bruch, Dodenburg, Rivenich, Scharfbillig
und Stollberg, der Kondelwald, der Meulenwald und das Stammhaus in Trier selbst. Der Gesamtinhalt der dem Fideikommiss zugeteilten Grundstücke betrug 21.210 Morgen, 114 Ruten und 41 Magdeburger Fuß, von denen im Jahre 1832 eine Grundsteuer von 3226 Talern und 2 Groschen erhoben wurde.

## Das Kirchenpatronat St. Vitus

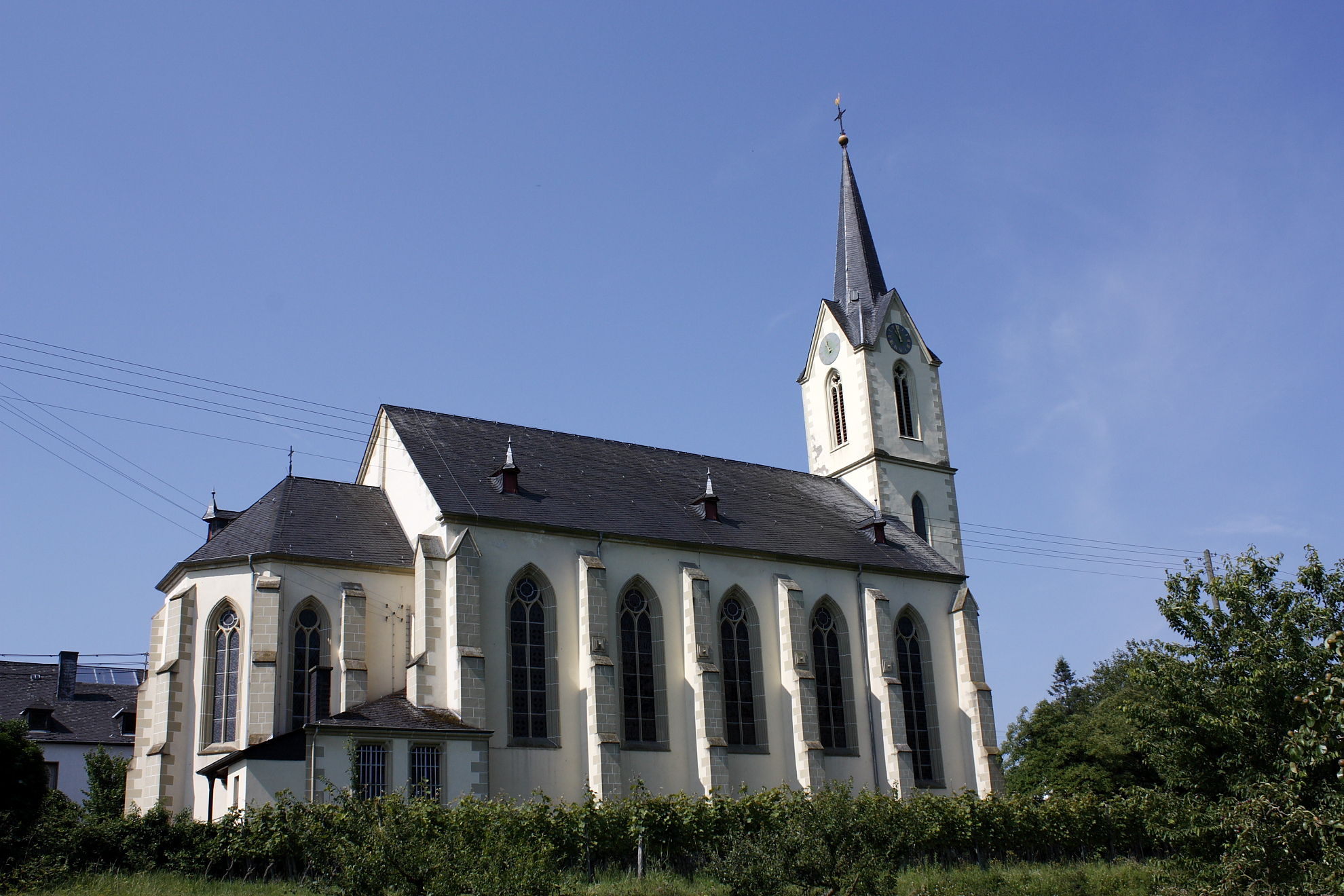
Die neue Pfarrkirche St. Vitus in Dorfmitte Lösnich, erbaut 1879/80

Gräfin Mechthild von Sayn schenkte 1252 das Patronatsrecht der Kirche zu Lösnich dem Deutschen Orden. Ihr bereits verstorbener Gemahl Graf Heinrich von Sayn hatte zusammen mit ihr das Patronatsrecht zu Lösnich mit Gütern in Zeltingen und Rachtig für 900 Kölnische Mark von der Benediktinerabtei Mönchen-Gladbach gekauft. Von dieser Abtei hat die Lösnicher Kirche allem Anschein nach auch ihren Namenspatron St. Vitus erhalten, von welchem in Mönchen-Gladbach bedeutende Reliquien aufbewahrt werden. Die Herrschaft war damit nicht im Besitz des Patronats- und Zehntrechts der Kirche zu Lösnich.
Der Chor der alten Kirche steht noch heute auf dem Lösnicher Friedhof und dient heute als Friedhofskapelle. Kirchenschiff und Turm wurden 1881 niedergelegt, ein Jahr nach der Einweihung einer neuen und größeren Kirche in der Dorfmitte. Der Deutschordensritter Philipp Bernard von Lontzen, genannt Roben, Kommenthur zu Trier und Beckingen, hatte die alte Kirche 1638 auf den Grundmauern eines Vorgängerbaus errichten lassen. Im Zuge der Säkularisation wurden die Pfarreien im Bistum Trier im Jahre 1803 neu organisiert. Erstmals selbständige Pfarrei nach der Neuorganisation wurde Lösnich erst 1827. Heute gehört die Pfarrei zur Pfarreiengemeinschaft Bernkastel-Kues.

## Schöffenweistum und Gerichtsbarkeit

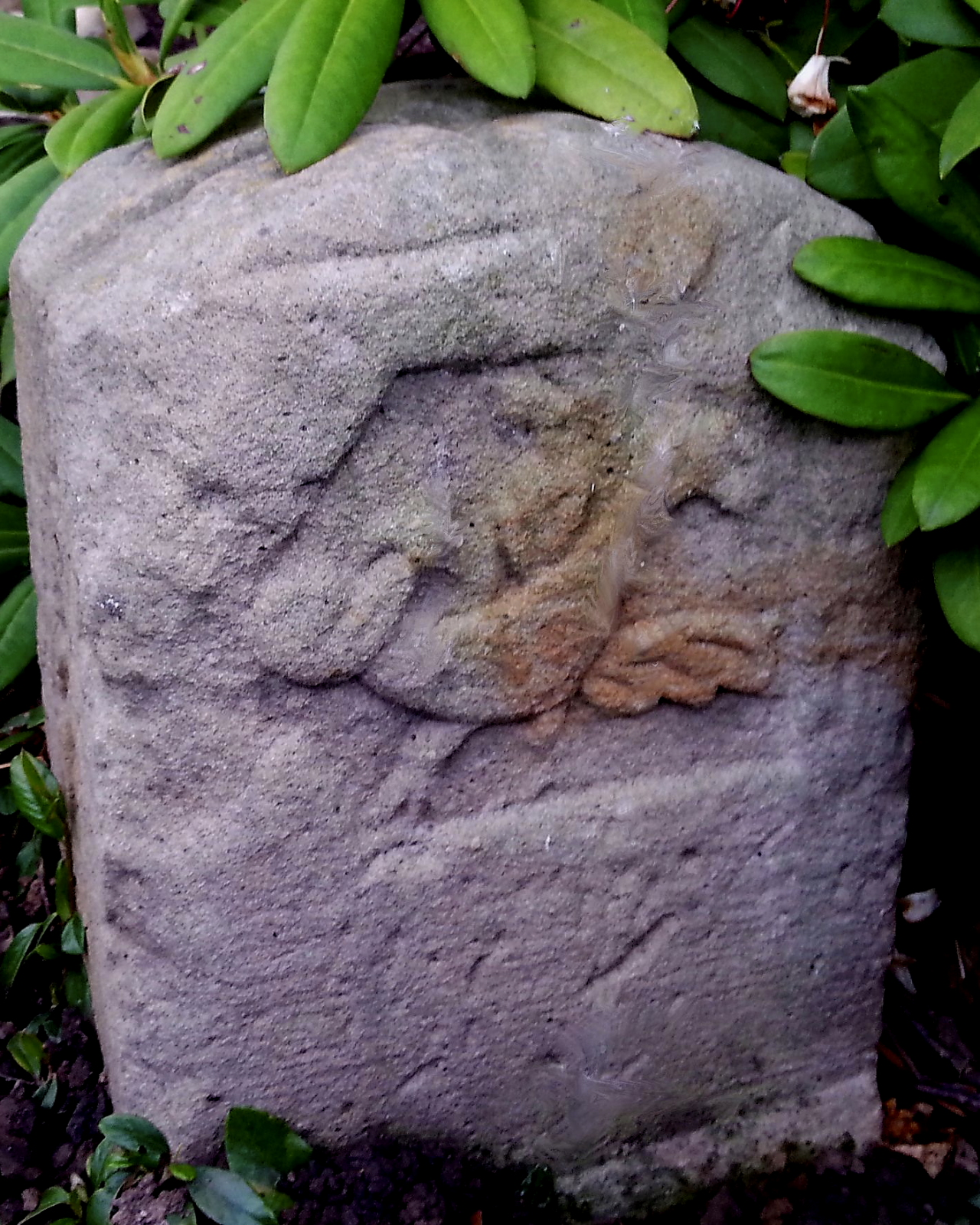
Mit Wappen versehener Grenzstein der Reichsgrafen von Kesselstatt in Lösnich

Der Herr von Lösnich verfügte am Ort über die Hoch-, Mittel- und Grundgerichtsbarkeit. Zum Zeichen dieser Macht war auf dem gewöhnlichen Gerichtsplatz unter der Kirche ständig ein sogenannter „aufgeschränkter Galgen“ aufgerichtet. Noch heute erinnert der Flurname „Galgenrech“ oder „Galgenrecht“ an die ehemalige Gerichtsstätte des Hochgerichts.
War das „Hochgericht“ einmal verfallen und gab der Lebenswandel der Untertanen wegen „Ausweitung allerhand Laster und Bosheiten“ – so geschehen im Juni 1688 – den nötigen Anlass, so wurde der Galgen als Mahnung für die Untertanen erneut aufgestellt. Am 3. Juni 1688 sah sich Wolf Heinrich von Metternich veranlasst, aus den genannten Gründen das verfallene Hochgericht als Zeichen der freiherrlichen Gewalt wieder aufrichten zu lassen. Frühmorgens um acht Uhr mussten sich die gesamten Untertanen der Herrschaft Lösnich, zusammengerufen durch das Glockengeläut des Zenders Thomas Damble, am üblichen Gerichtsplatz in Lösnich mit entsprechendem Werkzeug einfinden. Unter Leitung des Zimmermanns Jacob Eich aus Neuerburg, der eigens mit zwei Knechten angereist war, wurde der Zusammenbau des Galgens vorgenommen. Nachdem der „Secretario“ Johannes Christophel den ersten Nagel eingeschlagen hatte, folgten die Untertanen mit Anschlagen der Hände und Werkzeuge. In einer schriftlich verfassten Willenserklärung des Freiherrn, vorgetragen durch Johannes Christophel, wurden die Lösnicher Untertanen angehalten, sich zukünftig so zu verhalten, dass daraus keine Notwendigkeit zur Anwendung der hochgerichtlichen Strafe erwachsen würde.
Das Rechtsverhältnis zwischen den Lösnichern und der Herrschaft war im Einzelnen ausgewiesen im „Schöffenweistum“, einer Niederschrift von Rechten und Pflichten beider Parteien. In Dörfern, die wie Lösnich einem Grundherrn gehörten, war es üblich, zu bestimmten Zeiten im Jahr zusammenzukommen und gemeinsam Angelegenheiten zu besprechen. Bei diesen Zusammenkünften gefasste Beschlüsse wurden als rechtsgültig erkannt und schriftlich festgehalten. Daraus entwickelten sich im Laufe der Zeit die sogenannten Weistümer. Ein wichtiger Bestandteil dieser Weistümer war die möglichst genaue Beschreibung des lokalen Geltungsbereichs, in dem die Herrschaft ihre grundherrliche Macht ausüben konnte. Das Territorium des Dorfes Lösnich mit seinen Nutzungsflächen war ringsum mit Hochgerichtsscheidsteinen abgemärktet. Alle Untertanen, die in diesem Bezirk wohnten oder ihre „Hausstatt“ hatten, waren verpflichtet, dem Herrn alljährlich zu Fastnacht eine Rauch- und Feuersteuer in Form eines sogenannten „Rauchhuhns“ zu entrichten. Zu den gewöhnlichen Frondiensten gehörte, zwei Tage im Jahr für die Herrschaft Heu zu machen oder Korn zu schneiden. Besondere Pflichten oblagen denjenigen, die von der Herrschaft dienst- oder besthäuptige Güter bewirtschafteten. Sie waren schuldig, nach dem Absterben ihres Familienoberhauptes der Herrschaft ihr bestes Stück Vieh abzugeben. Zusätzlich mussten sie neben den gewöhnlichen Fronden Botendienste erfüllen, Holz auf die Burg einfahren, Früchte auf den Speicher tragen und Wein ein- oder ausschroten. Dafür wurden sie jährlich zu Ostermontag von der Herrschaft zu „mahlzeit und drunck“ eingeladen und gleichzeitig an ihre „Pflichten“ erinnert. Lösnicher Schöffenweistümer aus den Jahren 1529, 1536, 1687 und 1716 sind noch heute in Abschriften erhalten. Das Dorfgericht kann auch in Lösnich auf eine Schöffenverfassung zurückgeführt werden. Das Kollegium des Lösnicher Dorfgerichts bestand aus sechs geschworenen Schöffen und dem Schultheiß, der als nicht urteilender Richter und Leiter den Vorsitz des Gerichts führte. Die Schöffenwahl erfolgte zum Teil durch Selbstergänzung innerhalb des Kollegiums, wobei sich die Herrschaft Zustimmung, Einsetzung und Gelübde vorbehielt. Mitunter wurde die Wahl aber auch den Dorfbewohnern selbst überlassen.

## Das Lösnicher Schöffensiegel

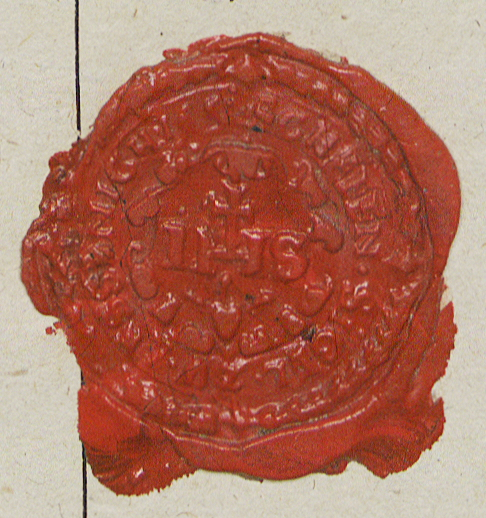
Das Lösnicher Schöffensiegel von 1792

Die Schöffen von Lösnich führten ein eigenes Amtssiegel. Ein gut erhaltenes Exemplar dieses Siegelabdrucks findet sich in einem Renovationsbuch des Schultheissen Sebastian Ehlen aus dem Jahre 1792. Heutige Stadt- und Gemeindewappen sind vielerorts auf ehemalige Scheffensiegel aus dem Mittelalter zurückzuführen. Auch der Aufbau des Siegels von Lösnich folgt den im Mittelalter üblichen Gestaltungsformen.
Üblicherweise gibt das Bildnis einen Hinweis auf den Inhaber des Siegels. Von besonderer Bedeutung scheint die Verwendung des sogenannten Christusmonogramms „IHS“ zu sein, dessen Ursprung ins späte Mittelalter verweist. Eine der Deutungsformen für dieses Monogramm ist, dass es sich aus den Buchstaben von den ersten beiden und dem letzten Buchstaben Namens Jesu (griechisch), also JESUS, ableiten lässt. Über dem „H“ in der Mitte befindet sich die Darstellung eines Kreuzes, unter dem „H“ ein Herz mit drei Nägeln. Eine christliche Symbolik, die in ähnlicher Form unter anderem auch von den Jesuiten in ihrem Ordenswappen verwendet wird. So findet sie sich auch wieder im aktuellen Papstwappen von Franziskus I., der diesem Orden angehört.

## Die Einkünfte der Herrschaft
Den größten Anteil ihrer Einkünfte bezog die Herrschaft aus Belehnungen und Erbpachtverhältnissen. Der Teilbauer oder Erbpächter hatte dem Grundherrn den halben oder dritten Teil des erwirtschafteten Bruttoertrages abzuliefern. 1674 stand der Lösnicher Herrschaft innerhalb der Gemarkung von 17.382 Weinstöcken das halbe Teil und von 7401 Weinstöcken das dritte Teil der Trauben zu. Zusätzliche Einkünfte bestanden z. B. in Frucht-, Wein-, Öl- und Hühnerzinsen und Besthauptigengeld. Außerhalb der Lösnicher Gemarkung waren in Erden, Rachtig und Kinheim zusätzlich noch 53.194 Weinstöcke von der Herrschaft lehnsrührig, die mit ihren Pachtanteilen in die Erträge der Herrschaft mit einflossen.

## Vorschriften zur Weinlese
Um sicherzustellen, dass die Abgaben ordnungsgemäß erfolgten, unterlag die Ernte und Traubenlese bestimmten Vorschriften und Regeln, die auch in einem Weistum von 1687 festgehalten sind. Nachdem die Herrschaft den Bann zur Traubenlese geöffnet hatte, waren die Lehnsleute angehalten, sich bei der Herrschaft anzumelden und die Leseerlaubnis einzuholen. Hatten sie diese erhalten, mussten sie jeweils das gesamte Lesegut an das herrschaftliche Kelterhaus in Lösnich bringen. Hier wurden sie von einem herrschaftlichen Bediensteten empfangen, der aus ihrem Lesegut den zweiten oder dritten Teil der Trauben auswählte. Der Lehnsmann war daraufhin verpflichtet, diesen Anteil selbst auf den Kelter zu tragen, wofür er ein „Kraus Wein“ zu trinken bekam. Auch die Erdener Lehnsleute mussten ihre Trauben zum Lösnicher Kelterhaus bringen, wogegen bei den abgabepflichtigen Kinheimern der herrschaftliche Anteil von den als Windelbotten bezeichneten Beamten direkt im Weinberg ausgewählt wurde. Die Lehnsleute mussten die Trauben nur auf die herrschaftliche „Schiffung“ verladen, mit welcher die Trauben zum Lösnicher Kelterhaus gebracht wurden.

## Zuzug in die Gemeinde
Der Zuzug ins Dorf unterlag besonderen Vorschriften. Eine herrschaftliche Verordnung aus dem Jahre 1756 regelte die Aufnahme von Fremden. Der Erlass wurde damit begründet, dass sich in Lösnich nach Meldung des Gerichts seit einigen Jahren Güter- und Hablose niedergelassen hätten, ohne die gewöhnlichen Einzugsgelder gezahlt zu haben und ohne die Gemeindeauflagen, Lasten und herrschaftlichen Schuldigkeiten entrichten zu können. Die Gemeindenutzbarkeiten würden sie aber mit den Eingesessenen teilen, die dann mit den Armen notwendigerweise zusammen zugrunde gehen müssten. Um diesem Missstand zu begegnen, wurden den zuzugswilligen Fremden folgende Auflagen gemacht:
1. Sie mussten durch bescheinigte Attestate ihres Geburts- und Heimatortes 200 Rheinische Gulden an beweglichen und beweglichen unverschulten Gütern nachweisen können, oder so vermögend sein, dass sie in Lösnich 200 Gulden beim Gericht als Kaution oder Barschaft hinterlegen konnten.
2. Männer mussten 40 und Frauen 25 Reichstaler Einzugsgeld entrichten. Nach ordnungsgemäßer Erfüllung dieser Bedingungen und nach Beibringen aller erforderlichen Bescheinigungen musste noch die Zustimmung der Herrschaft eingeholt werden.

## Herrschaftliches Dekret zum Verbot der Nachtschwärmerei
Im ausgehenden 18. Jahrhundert schien es in Lösnich verstärkt Anlass gegeben zu haben, mit aller Strenge gegen die sogenannte „Nachtschwärmerei“ vorzugehen.
Die Grafen von Kesselstatt versuchten mit mehreren Dekreten, diesem Treiben Einhalt zu gebieten. Im März 1783 wurde das nächtliche „Saufen und Zeche“ unter schwere Strafe gestellt und den Wirten verboten, im Sommer nach neun Uhr und im Winter nach acht Uhr, Sonn- und Feiertage eingeschlossen, Wein, Bier, Branntwein oder sonstige Getränke zu verzapfen. Die Verordnung schien wieder in Vergessenheit geraten zu sein, als sich die Grafen von Kesselstatt im Dezember 1786 veranlasst sahen, erneut ein diesbezügliches Dekret zu erlassen. Auf die Anzeige hin, dass in Lösnich das Saufen und Schwärmen, besonders zu Nachtzeiten, merklich zunehmen würde, wodurch Tumulte und Ruhestörungen verursacht würden, sahen sich Grafen erneut gezwungen, einem solchen Unwesen energisch entgegenzusteuern. Das Lösnicher Gericht wurde angewiesen, Ruhestörer festzunehmen, den Fall anzuzeigen und zu untersuchen. Um kostspielige „Rechtshändel“ zu vermeiden, wurde von Seiten der Grafen eine schnelle Untersuchung zugesagt, auch mit dem Ziel, den Täter nicht länger als unbedingt notwendig festsitzen zu lassen.
Auch die Gerichtsschöffen selbst wurden ermahnt, bei ihren gerichtlichen Sitzungen keinen Alkohol zu trinken. Ihnen
wurde aufgetragen, die Sitzungen in die Morgenstunden zu verlegen, wenn nötig, nachmittags fortzusetzen, auf den Genuss von „trunken machenden Getränken“ jedoch zu verzichten. Für den Übertretungsfall wurde ein Geldstrafe von 3 Goldgulden festgesetzt. Der Lösnicher Schultheiß veröffentlichte das herrschaftliche Dekret im Januar 1787.
Trotz der Strafandrohungen kam es 1792 zu einem weiteren Aufruf in dieser Angelegenheit. Graf Johann Hugo von Kesselstatt reagierte auf ihm bekanntgewordene Fälle der „Nachtschwärmerei“ in Lösnich. Da einige Lösnicher sozusagen ihr Vermögen „durchtrieben“ hätten und in die „bedürftigsten Umstände“ gekommen wären, wies er das Lösnicher Gericht und den Schultheißen an, Säufer und Schwärmer verstärkt zu beobachten und zu verwarnen. Bliebe auch dies ohne Wirkung, sollte eine Anzeige des Falls bei der Obrigkeit erfolgen. 1794 kam es schließlich auch zur Anzeige eines weiteren Falls. Trotz mehrmaliger Verwarnungen war es auch Amtmann und Vikar nicht gelungen, den Übeltäter zum Einlenken zu bewegen. Bei demselben wurde jedoch auf eine Bestrafung vorerst verzichtet, da er nach Ansicht des Lösnicher Gerichts bis dahin ein gutes Betragen gezeigt hätte. Bei einer weiteren Übertretung jedoch wurde das Gericht angewiesen, den Angezeigten drei Wochen bei Wasser und Brot in den Bürgergehorsam zu zwingen. Doch nicht nur er, sondern auch diejenigen, die ihm den Wein verabreichen oder ausgeben würden, sollten als „Mitanlasser“ zur Rechenschaft gezogen werden.